# Architecture gothique vénitienne

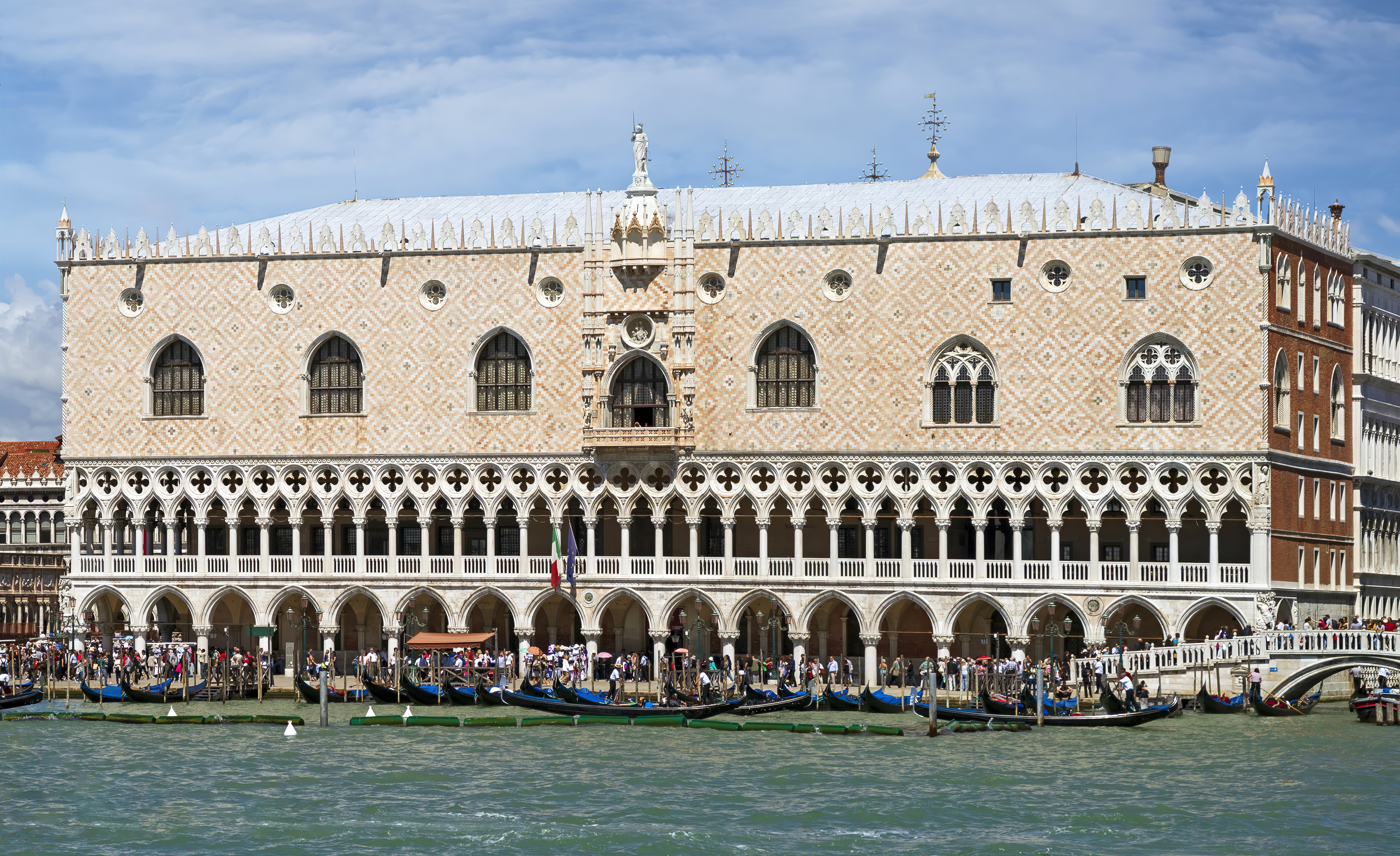
Le palais des Doges orné d'arcs gothiques.

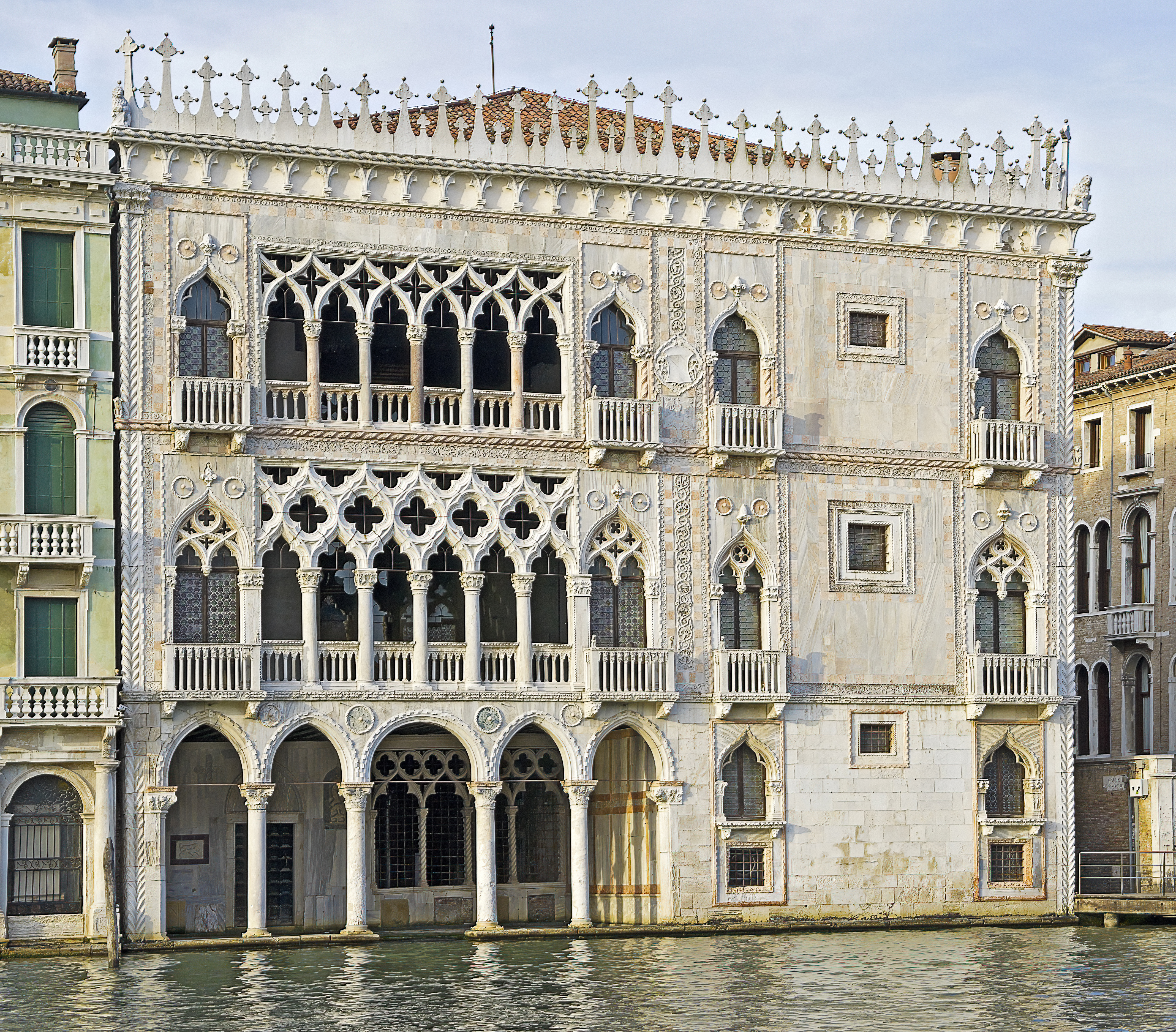
Le Ca' d'Oro sur le Grand Canal (1428-1430).

L'architecture gothique vénitienne  est la variante locale du style architectural gothique italien de Venise, avec une confluence d'influences provenant des exigences locales en matière de construction, certaines influences de l'architecture byzantine et d'autres de l'architecture islamique, reflétant le réseau commercial de Venise. Très inhabituel dans l'architecture médiévale, ce style est à la fois le plus caractéristique des bâtiments séculiers et la grande majorité de ceux qui ont survécu sont séculiers.
Les exemples les plus connus sont le palais des Doges et la Ca' d'Oro. Tous deux se caractérisent par des loggias faites de petites colonnes étroitement espacées, avec un important remplage en quatre-feuilles au-dessus, une décoration le long de la ligne du toit et quelques motifs colorés sur des surfaces murales unies.
Avec l'arc en accolade, coiffé d'un ornement en relief et ceux de corderie, ce sont les caractéristiques les plus emblématiques du style. L'architecture gothique ecclésiastique a tendance à être moins typiquement vénitienne et plus proche de celle du reste de l'Italie. 
Le début du style ne remonte probablement pas plus loin que le XIIIe siècle, bien que les dates des palais du début du gothique et surtout les caractéristiques telles que les fenêtres de ces palais, soient largement incertaines. Il domine le XIVe siècle et, en raison du conservatisme de la ville, les bâtiments gothiques vénitiens, en particulier les petits palais, ont continué à être construits pendant une bonne partie de la seconde moitié du XVe siècle. L'architecture de la Renaissance vénitienne a très souvent conservé des réminiscences de sa prédécesseure gothique.
Au XIXe siècle, inspirée notamment par les écrits de John Ruskin, on assiste à une renaissance du style, qui s'inscrit dans le cadre, plus large, du mouvement néogothique de l'architecture victorienne. Même au Moyen Âge, les palais vénitiens sont construits sur des sites très restreints, formant de hautes boîtes rectangulaires, dont la décoration se concentre sur la façade avant. Le style a donc été développé pour un contexte architectural similaire à celui des rues du centre-ville, de la fin du XIXe siècle.

## Contexte

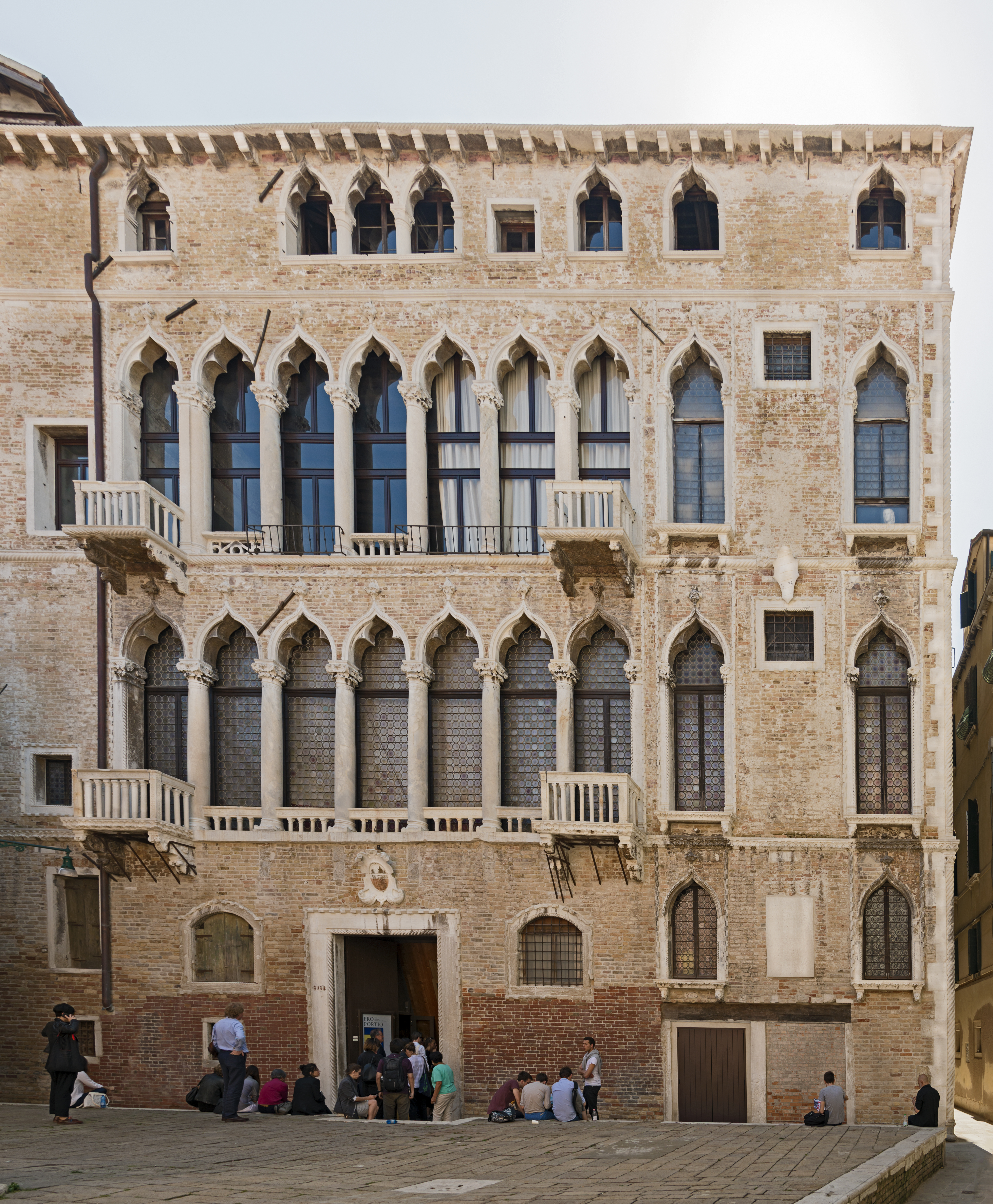
Le palais Fortuny, du XVe siècle, dans le quartier San Marco à Venise.

Venise est construite sur de la boue alluviale et tous les bâtiments de la ville étaient, et le sont encore pour la plupart, soutenus par un grand nombre de pieux de bois, enfoncés dans la boue. Au-dessus, le matériau de construction normal est la brique, bien que les grandes façades aient été généralement revêtues de pierre d'Istrie, un calcaire fin qui n'est pas strictement du marbre, bien que ce soit souvent le nom donné. La pierre provenait, par la mer, de carrières d'Istrie, dans l'actuelle Croatie.
D'autres pierres de couleurs différentes étaient souvent utilisées pour le contraste, notamment une pierre rouge de Vérone. Le stuc marmorino (en), fabriqué à partir de fragments de calcaire, de brique et de terre cuite broyés, était la finition typique des murs intérieurs et parfois extérieurs. Les plafonds plats, soutenus par des poutres en bois, étaient préférés aux voûtes, qui pouvaient se fissurer lorsque le bâtiment se posait sur les fondations sur pilotis. La ville principale était déjà très largement construite, avec des bâtiments serrés dans le centre. C'est ce que montre clairement l'énorme gravure sur bois, de Jacopo de' Barbari, Vue de Venise avec une représentation surélevée de la ville, en 1500. Comme les bâtiments étaient très entassés, Venise était encore plus sujette aux incendies que les autres centres-villes italiens, ce qui a créé le besoin d'un grand nombre de nouveaux bâtiments.

## Palais

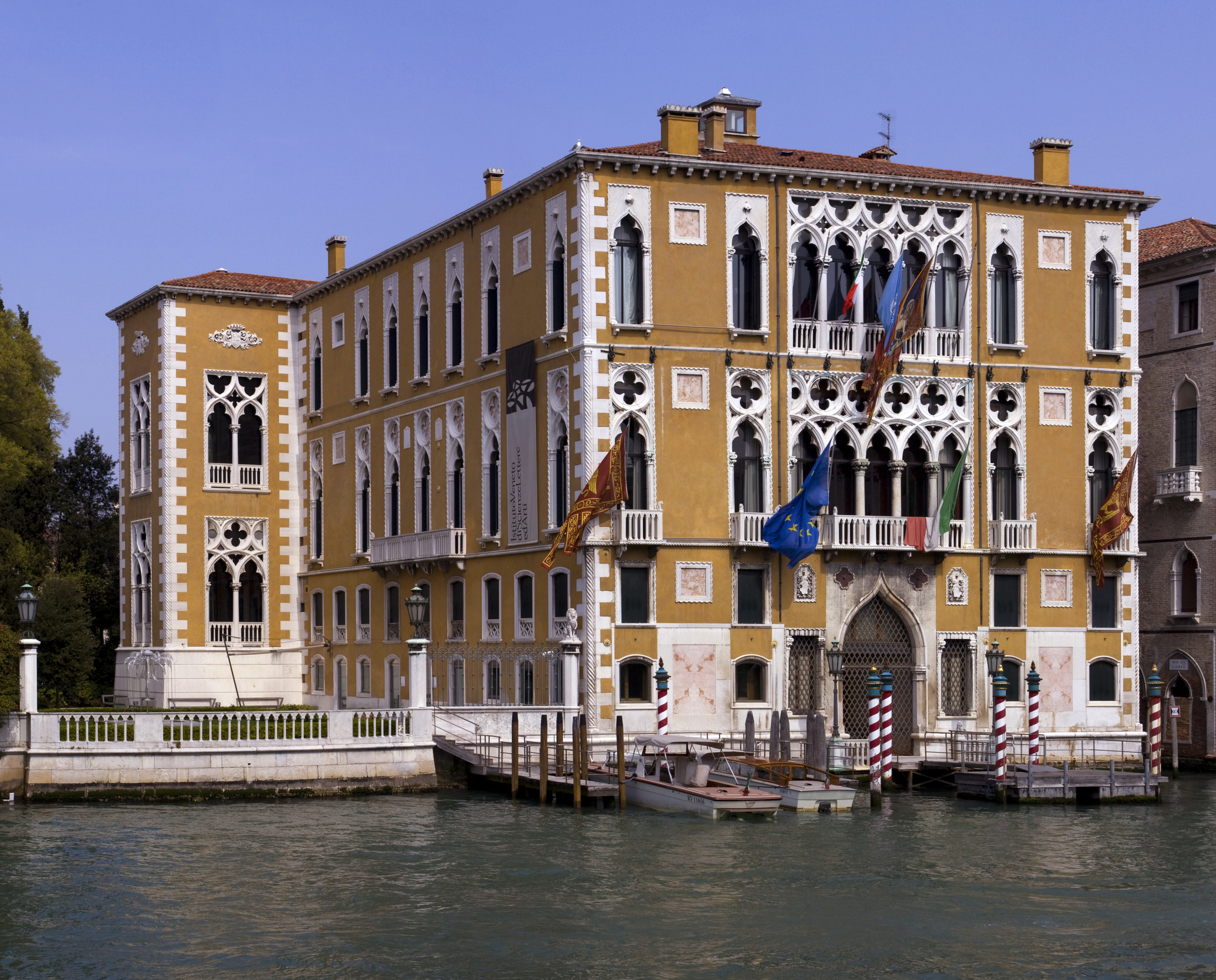
Le palais Cavalli-Franchetti, sur le Grand Canal. Le style des fenêtres du XVe siècle, de la façade, a été étendu, sur les côtés, au XIXe siècle.

Contrairement aux palais, appelés en italien palazzo, ou aux maisons des familles riches, des autres villes d'Italie, la défense n'est pas une préoccupation majeure pour les palais vénitiens, qui de toute façon ont souvent des douves sur certains côtés. Le centre-ville, très fréquenté, encourage la construction, selon les normes de l'époque, et l'accès principal à la lumière se fait souvent par la façade avant, qui comporte donc généralement des fenêtres plus nombreuses et plus grandes que les autres palais,.
La plupart des palais servent de lieux d'affaires, au rez-de-chaussée et d'habitations à l'étage. Les rez-de-chaussée, qui, même lorsqu'ils ont été construits, étaient probablement assez sujets à des inondations périodiques, comportent relativement peu de pièces et un escalier assez imposant menant aux étages résidentiels, où les plafonds sont plutôt bas selon les normes des palais. Le portique sur le canal permet de charger et de décharger les marchandises et il conduit à un grand espace appelé l'androne, où elles sont stockées et font l'objet de transactions commerciales. À l'étage, le portego ou salone est une autre grande pièce, placée au centre et généralement en forme de T, recevant la lumière des fenêtres et constituant l'espace principal pour les repas et les divertissements. À l'arrière, un escalier ouvert mène à une petite cour avec une tête de puits et souvent une porte arrière donnant sur la rue. En fait, il n'y a pas de véritable puits à Venise et la tête de puits conduit à une citerne, scellée par la nappe phréatique salée, qui recueille l'eau de pluie du toit et de la cour à travers des gouttières en pierre menant à un système de filtre à sable et à la citerne.
Au XIIIe siècle, les portiques de la façade sont souvent abandonnés et remplacés par une ou plusieurs grandes portes qui mènent à l'androne.

## Histoire
La période gothique arrive à Venise, à une époque de grande affluence, lorsque la classe supérieure finançait la construction de nouvelles églises, ainsi que de nouvelles maisons, opulentes, pour elle-même. À la même époque, les ordres religieux commencent à introduire le style gothique dans les églises de Venise, depuis l'Italie continentale. Les exemples les plus frappants de cette nouvelle mode architecturale se trouvent dans les basiliques San Zanipolo (San Giovanni e Paolo) et Santa Maria Gloriosa dei Frari. Cependant, ces édifices sont encore très similaires à ceux que l'on trouve dans le reste de l'Italie, la principale différence étant les matériaux de construction. Ce n'est qu'avec l'augmentation de la construction de palais que le gothique vénitien devient, en soi, un style distinct. Influencés par le palais des Doges, les créateurs de ce nouveau style mêlent les thèmes gothique, byzantin et oriental pour produire une approche totalement unique de l'architecture. 

## Caractéristiques et exemples

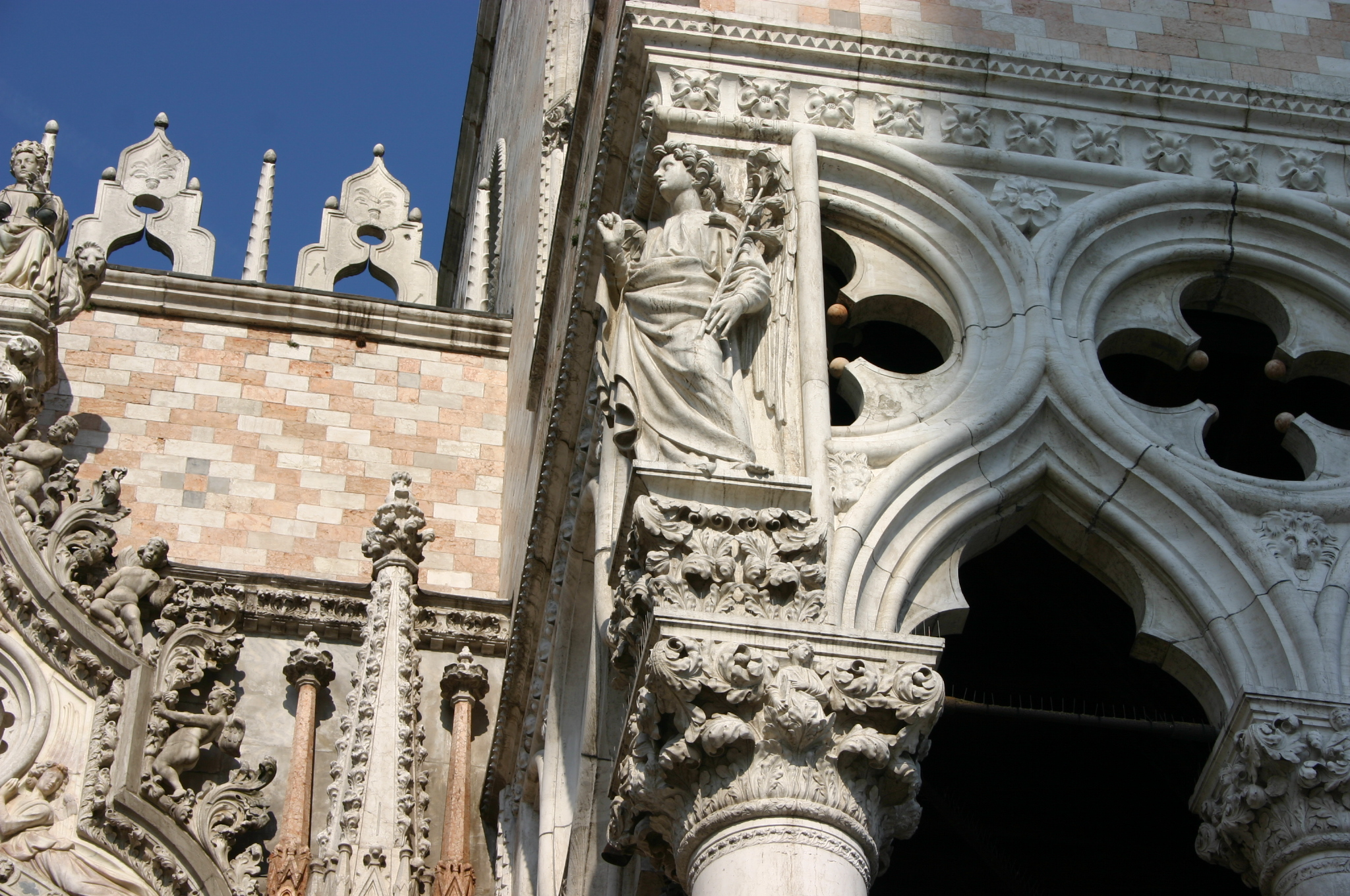
Ce coin extérieur du palais des Doges montre le mélange compliqué qui constitue le gothique vénitien tardif.

Comme l'a décrit Ruskin, l'arc en accolade est au démarrage du développement stylistique de l'arc gothique vénitien, plutôt qu'au milieu ou à la fin, comme ailleurs. Les arcs en plein cintre commencent à faire germer des points sur leur bord extérieur, tout en restant initialement circulaires à l'intérieur.  Mais les bâtiments actuels ne reflètent pas toujours une progression nette des styles, et on peut parfois voir des styles variés à une époque donnée, et dans un même bâtiment.
L'arc en accolade est « relativement peu fréquent dans les bâtiments ecclésiastiques », où un gothique italien, plus conventionnel, est adopté, et il en reste moins qui aient survécu. À l'inverse, les arcs gothiques conventionnels ne sont présents dans les palais « que dans les éléments les plus solides ». Du fait que le sol est instable et décourage la voûte, la « raison d'être structurelle de l'architecture gothique - permettre l'érection de voûtes de plus en plus hautes, avec une plus grande flexibilité dans le plan du sol - était totalement hors de propos à Venise ».
En Europe du Nord, les traceries ne soutiennent que les vitraux. En revanche, les traceries du gothique vénitien supportent le poids de l'ensemble du bâtiment. Par conséquent, le poids relatif soutenu par les traceries évoque l'apesanteur relative de l'ensemble des bâtiments. Ceci, ainsi que l'utilisation réduite de murs porteurs qui y est associée, confère au style architectural gothique vénitien, une légèreté et une grâce dans la structure.
Le gothique vénitien, bien que beaucoup plus complexe dans son style et sa conception que les précédents types de construction à Venise, n'a jamais permis de supporter plus de poids ou de taille que nécessaire. Venise a toujours eu le souci que chaque centimètre de terrain ait de la valeur, en raison des canaux qui traversent la ville.
Un aspect majeur du changement de style du gothique vénitien qui s'est produit au cours des XIVe  et  XVe siècles est la proportion de la salle centrale dans les bâtiments séculiers. Cette salle, connue sous le nom de portego, s'est transformée en un long passage, souvent ouvert par une loggia à arcs gothiques. Les architectes préfèrent utiliser des tracés complexes, semblables à ceux que l'on trouve au palais des Doges.
La structure gothique vénitienne, la plus emblématique, le palais des Doges, est un bâtiment luxueusement décoré qui comprend des traits des styles architecturaux gothique, mauresque et de la Renaissance. Au XIVe siècle, après deux incendies qui ont détruit la structure précédente, le palais est reconstruit, dans sa forme actuelle, de style gothique, reconnaissable entre toutes.

## Églises

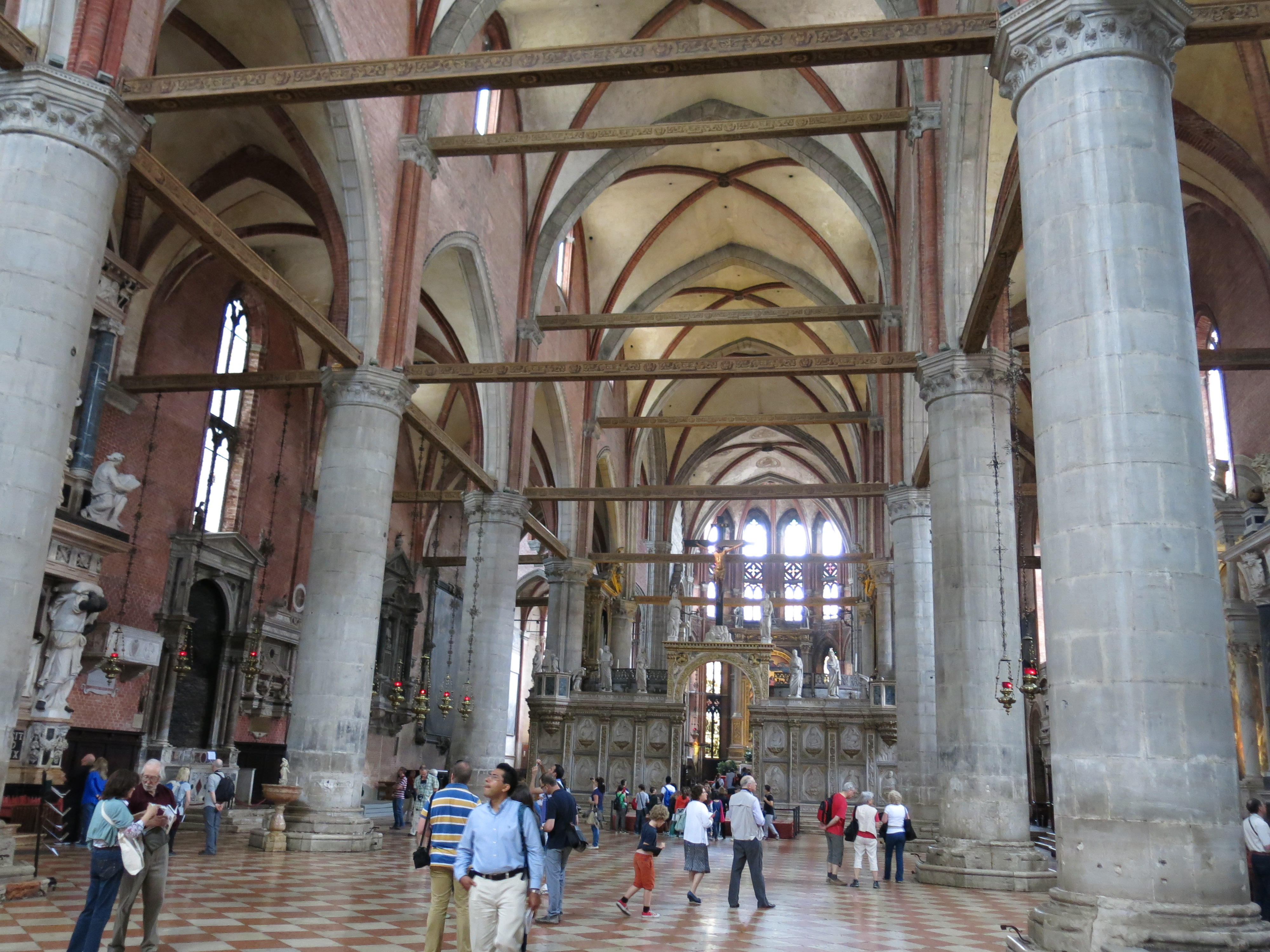
L'intérieur de la basilique Santa Maria Gloriosa dei Frari.

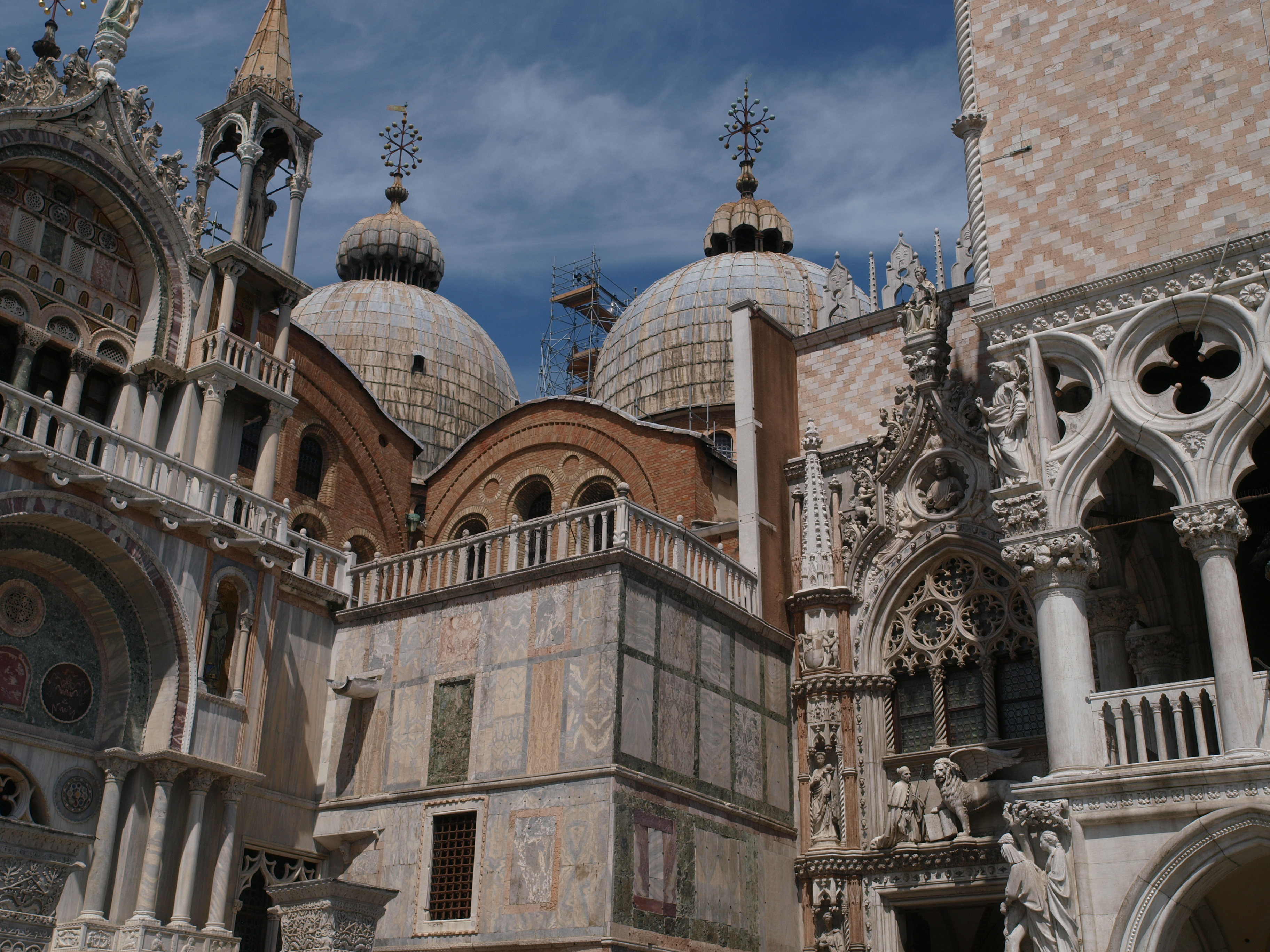
Vue élargie de la photo extérieure du palais des Doges, montrant (sur Saint-Marc, à gauche) les dômes, les placages de pierre décoratifs et en haut à gauche, deux grilles de pierre.

Les deux plus grandes églises gothiques, qui sont restées, en grande partie, intactes sont celles des principaux ordres mendiants. Toutes deux sont conçues pour offrir de grands espaces ouverts, aux célèbres prédicateurs afin qu'ils puissent atteindre de grandes congrégations. Ces ordres sont contrôlés depuis le continent italien et leur architecture originale reflète, pour la plupart, des styles italiens plus larges, développés par chaque ordre, ailleurs et représentent donc une nouveauté à Venise. Toutes deux abritent, à l'intérieur, de nombreuses tombes murales importantes, ce qui a probablement empêché de subir des transformations baroques, à l'intérieur, comme cela s'est produit ailleurs.
La Basilique Santa Maria Gloriosa dei Frari est l'église franciscaine. Comme la plupart des églises franciscaines médiévales, c'est un grand bâtiment sobre, construit avec économie pour contenir de grandes foules, afin d'entendre les prédicateurs vedettes. Construite au XIIIe siècle, elle est reconstruite, dans son style gothique actuel, sur une longue période allant du XIVe au XVe siècle.
L'église dominicaine rivale de Santi Giovanni e Paolo est l'autre grand édifice religieux gothique de la ville qui a conservé son caractère d'origine. Sa construction démarre dans les années 1240, mais cette église est trop petite et le bâtiment actuel a probablement été commencé en 1333, bien qu'il n'est consacré qu'en 1430. De nombreuses autres églises conservent un important travail gothique, notamment celle de Santo Stefano, une grande église paroissiale, avec un toit en bois en forme de quille de bateau.
L'Église de la Madonna dell'Orto, construite par l'ordre des humiliés, date principalement du XIVe siècle, mais la façade, toujours gothique, date des années 1460. D'autres églises gothiques ont été rénovées dans des styles Renaissance ou baroque.
À Saint-Marc, principale église de l'ancienne République de Venise, de nombreuses sculptures gothiques sont présentes sur la façade, avec aussi d'autres détails. Les principaux éléments de la structure restent de l'art roman italo-byzantin.

## Influence mauresque et byzantine
L'influence de l'architecture mauresque se reflète dans certaines caractéristiques du style vénitien, en particulier dans l'utilisation de couleurs et de motifs sur les murs extérieurs et parfois de grilles en pierre aux fenêtres, et peut-être de créneaux, purement décoratifs sur les toits. Pendant cette période, l'économie vénitienne est fortement liée au commerce, avec le monde arabo-berbères et l'empire byzantin, et les styles architecturaux de ces deux entités sont quelque peu enchevêtrés, surtout au début de la période islamique.
Par exemple, la décoration des murs, avec de grands placages de marbre ou d'autres pierres de couleur fantaisie, qui sont certainement au goût vénitien, se retrouve également dans l'architecture byzantine et islamique, mais toutes deux se sont inspirées de l'architecture romaine impériale. On en trouve encore des exemples à Ravenne, gouvernée par Venise de 1440 à 1509, à Milan ainsi qu'à Rome, et il est très probable qu'une grande partie de le dépouillement des autres bâtiments romains qui ont survécu, n'avait pas encore eu lieu. 
Les Vénitiens peuvent également avoir considéré certains aspects de l'architecture byzantine et islamique comme reflétant le monde du christianisme primitif - dans toute l'Italie, le costume « oriental » servait très souvent aux personnages bibliques dans l'art, et les peintures de certains Vénitiens, par exemple la Procession sur la place Saint-Marc à Alexandrie, par Gentile Bellini (vers 1505), utilisent également une architecture clairement islamique (notamment des grilles de pierre), bien qu'elle reflète également les styles byzantins de Constantinople, que Bellini a visité en 1479, seulement quelque vingt-cinq ans après qu'elle est devenue la capitale ottomane. Il existe également des liens entre les Vénitiens et les styles mauresques à travers la Sicile et le sud de l'Italie, al-Andalus (l'Espagne berbero-islamique) et avec le Maghreb. Les Vénitiens voient probablement les éléments orientaux dans leur architecture d'une manière complexe, reflétant et célébrant à la fois leur histoire et la cause de leur richesse issue du commerce.
Après les conquêtes mongoles, de 1240 à 1360 environ, les marchands vénitiens et ceux des villes rivales, pénètrent en Perse et en Asie centrale, dans le cadre de la Pax Mongolica. Il y a aussi de petites colonies de marchands vénitiens à Alexandrie, ainsi qu'à Constantinople. Les relations de Venise avec l'empire byzantin sont encore plus intimes et compliquées, impliquant de nombreuses guerres, traités et massacres.

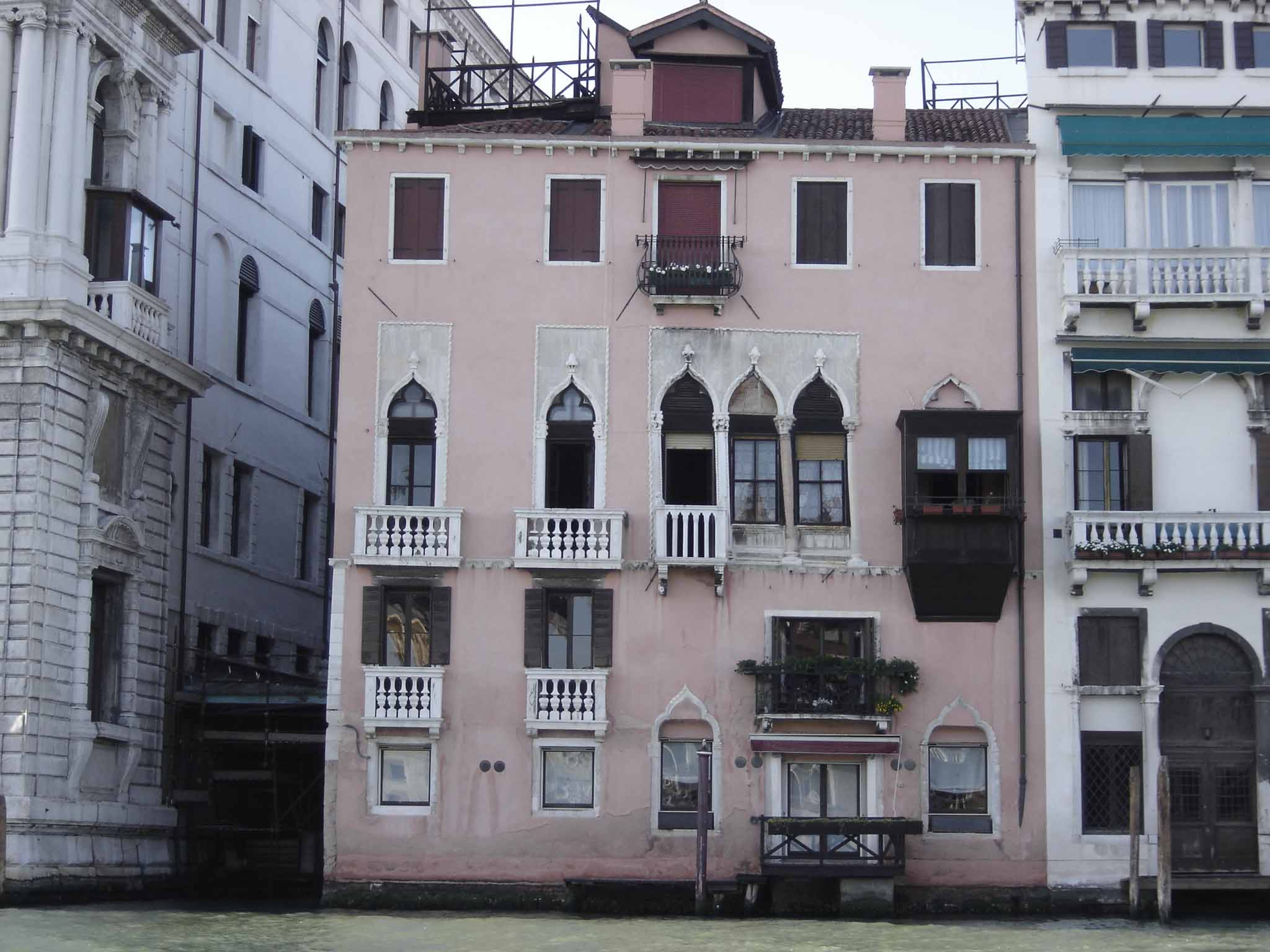
Le palais Barbarigo Minotto (en).
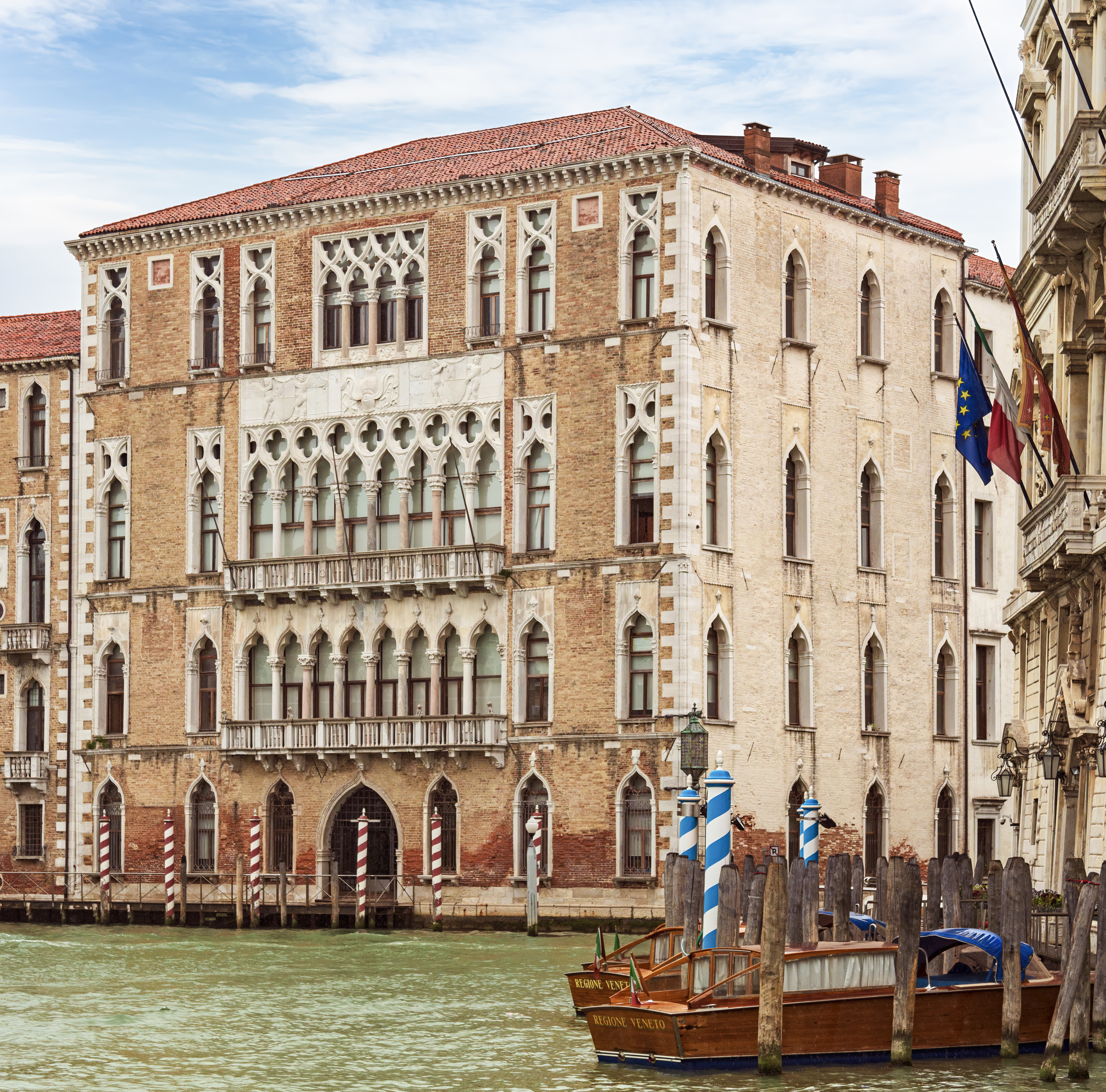
Ca' Foscari, construit en style gothique tardif vénitien.
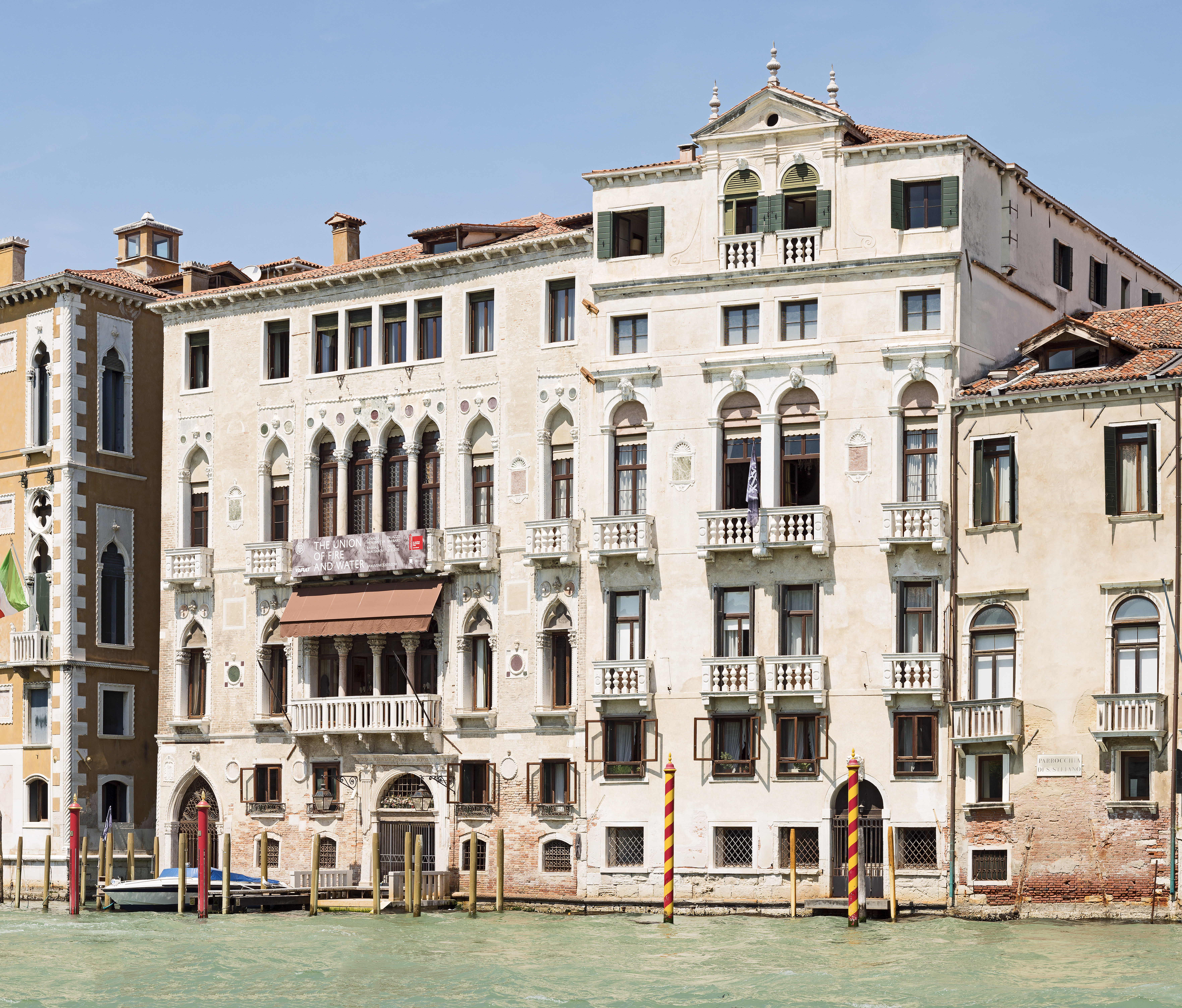
Ca' Barbaro sur le Grand Canal.
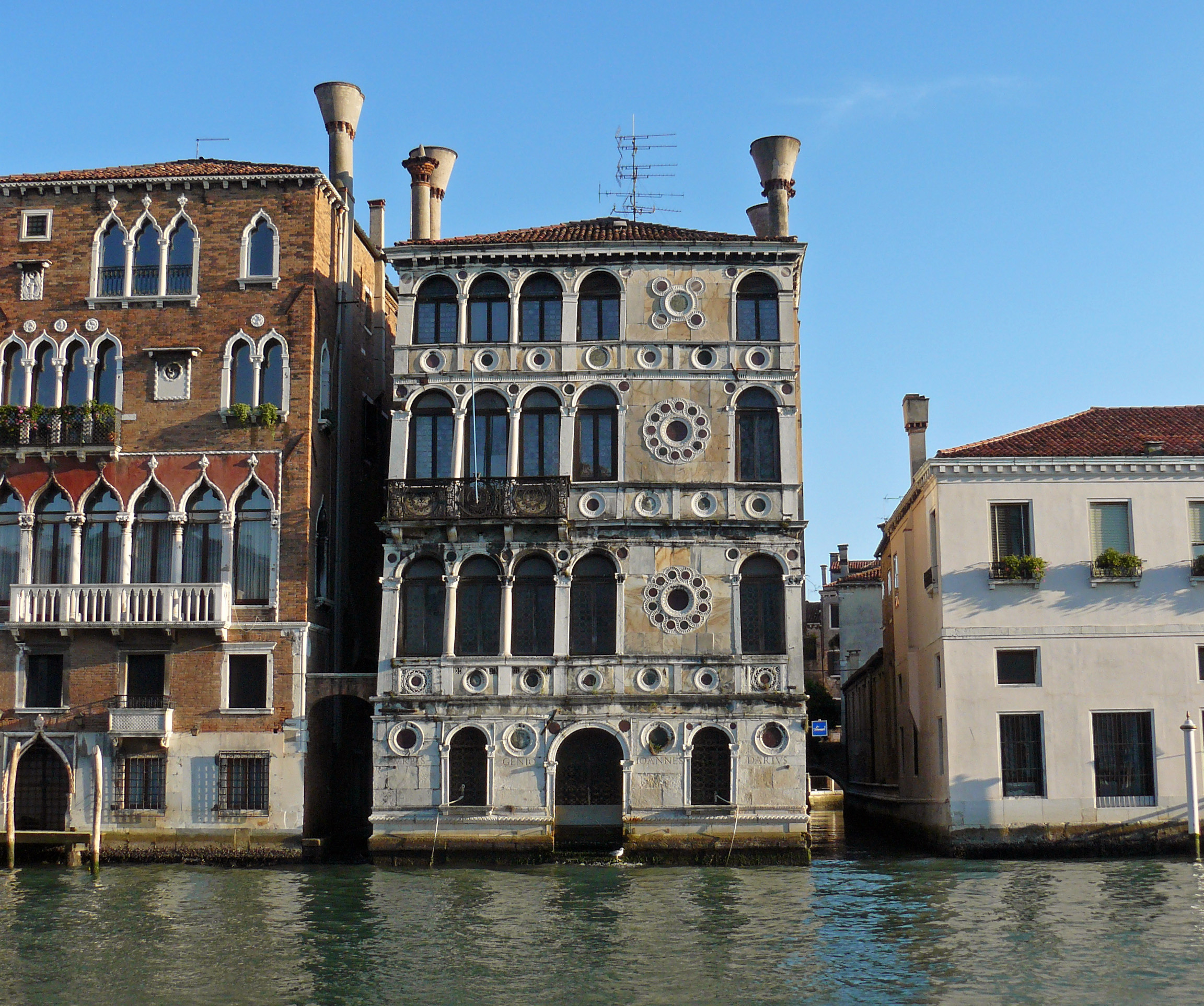
Le palais Dario qui a ensuite été rénové avec des éléments de la Renaissance. À gauche, le palais Barbaro Wolkoff.
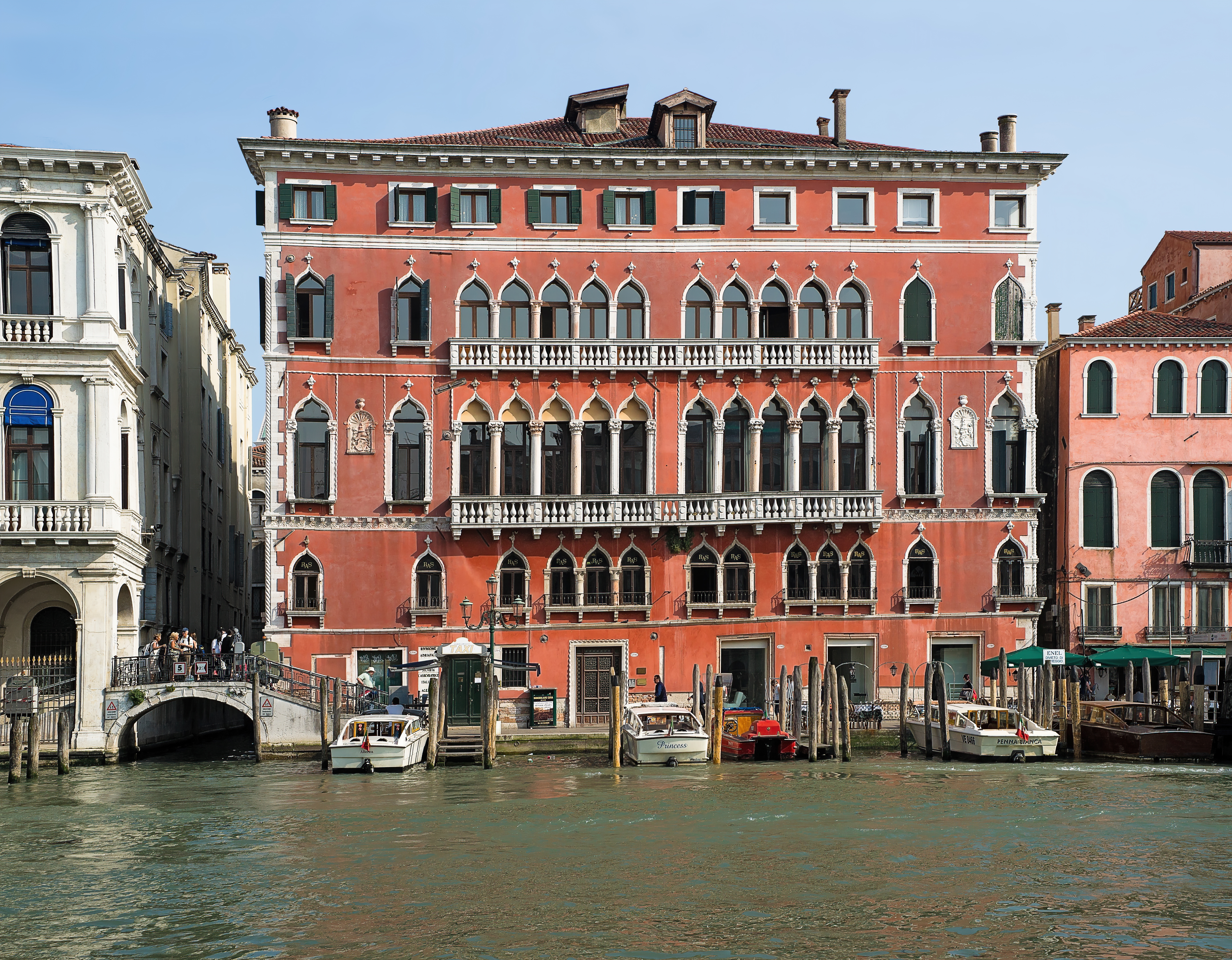
Le palais Bembo sur le Grand Canal, près du pont du Rialto.
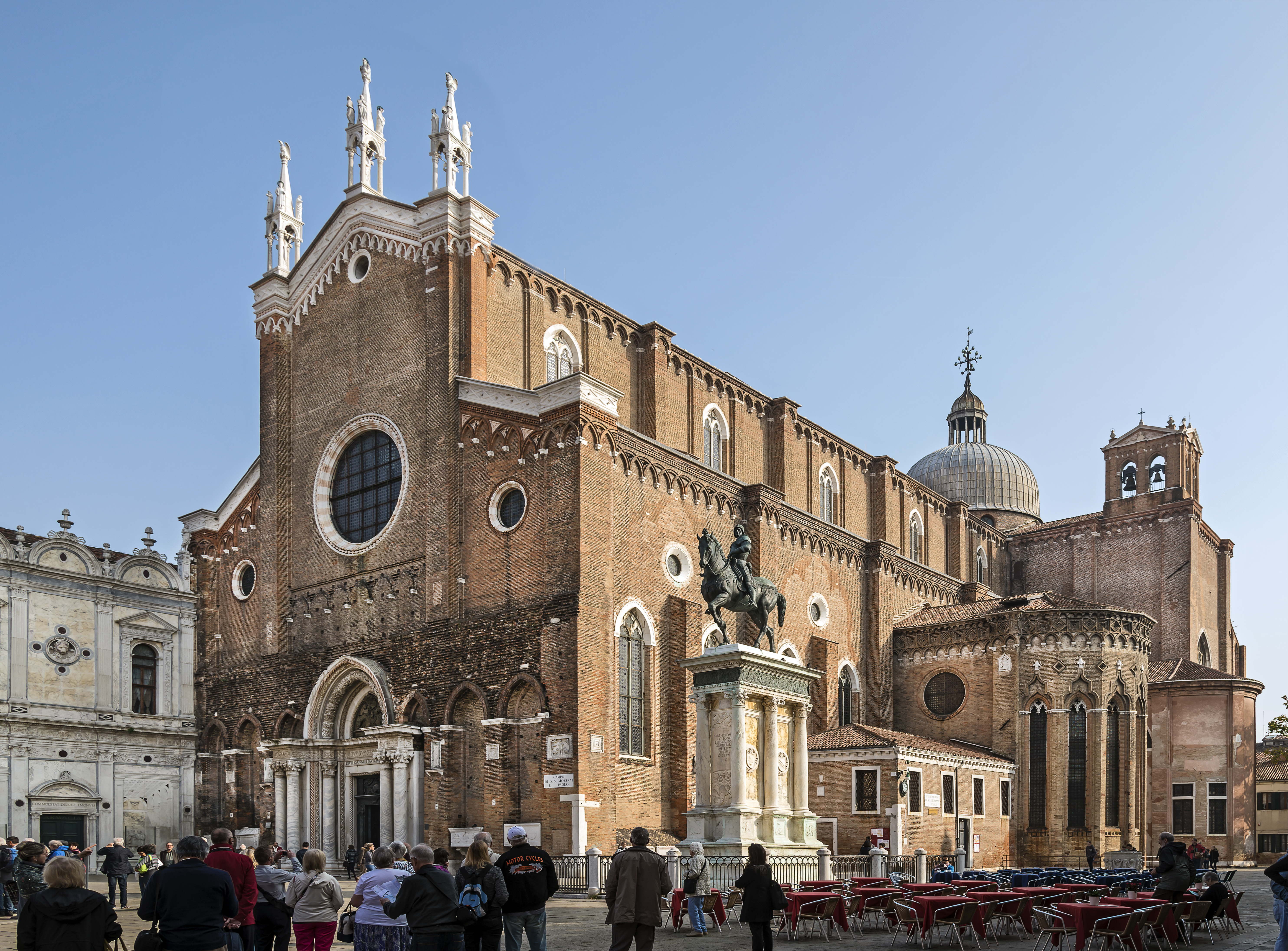
La basilique Santi Giovanni e Paolo (années 1340).
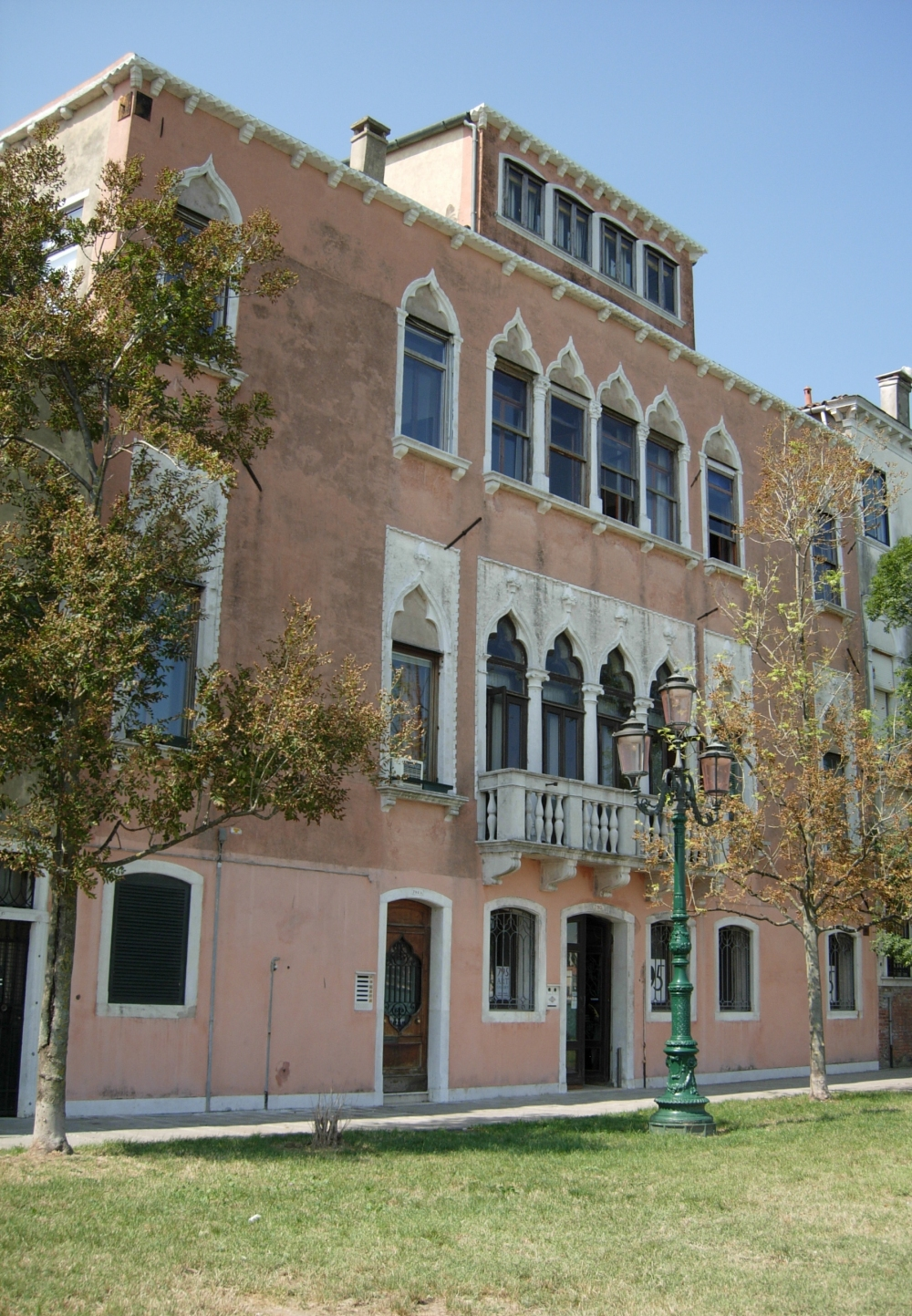
Le palais Foscari sur l'île Giudecca.
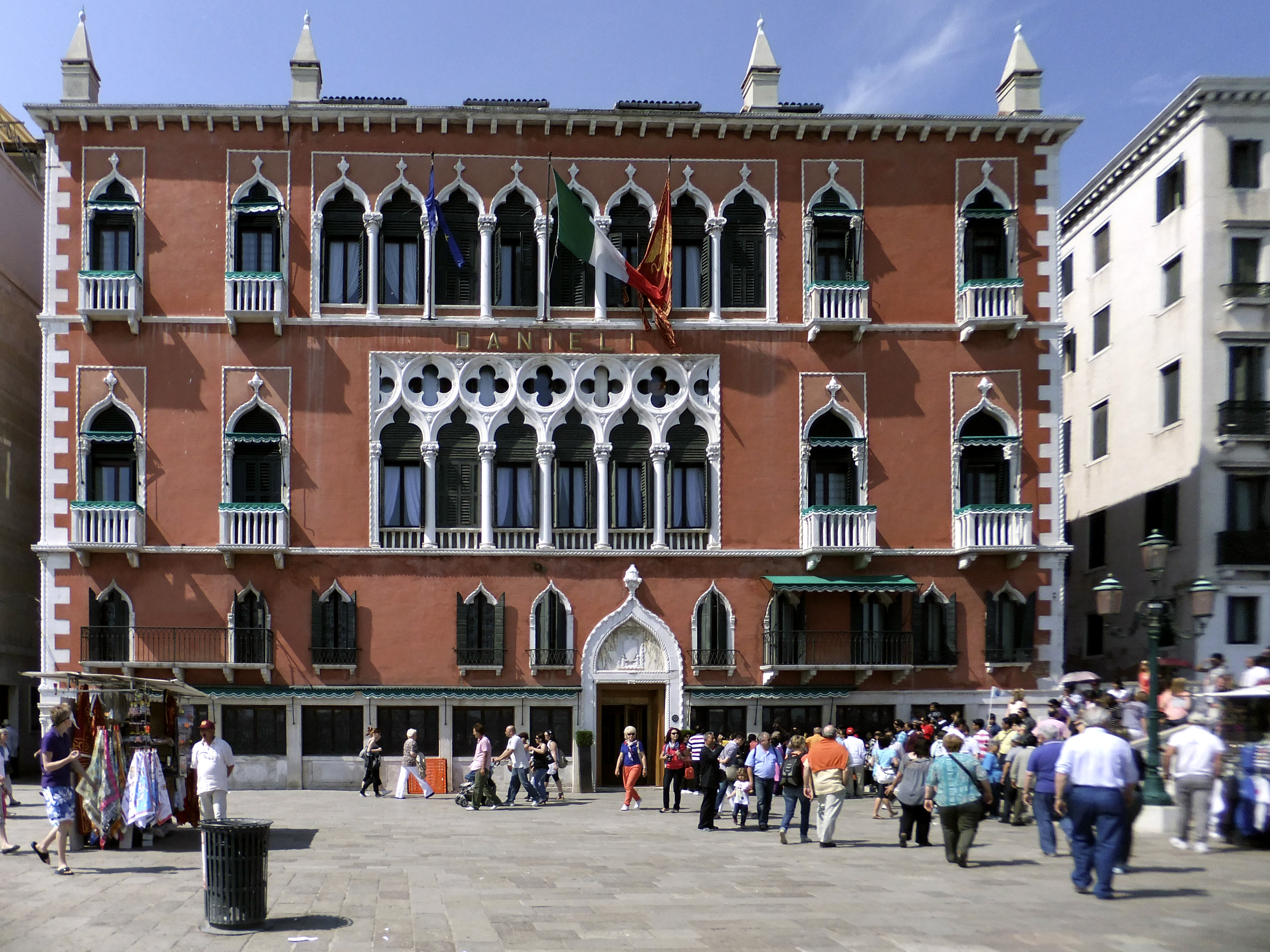
L'hôtel Danieli, restauré au XIXe siècle.
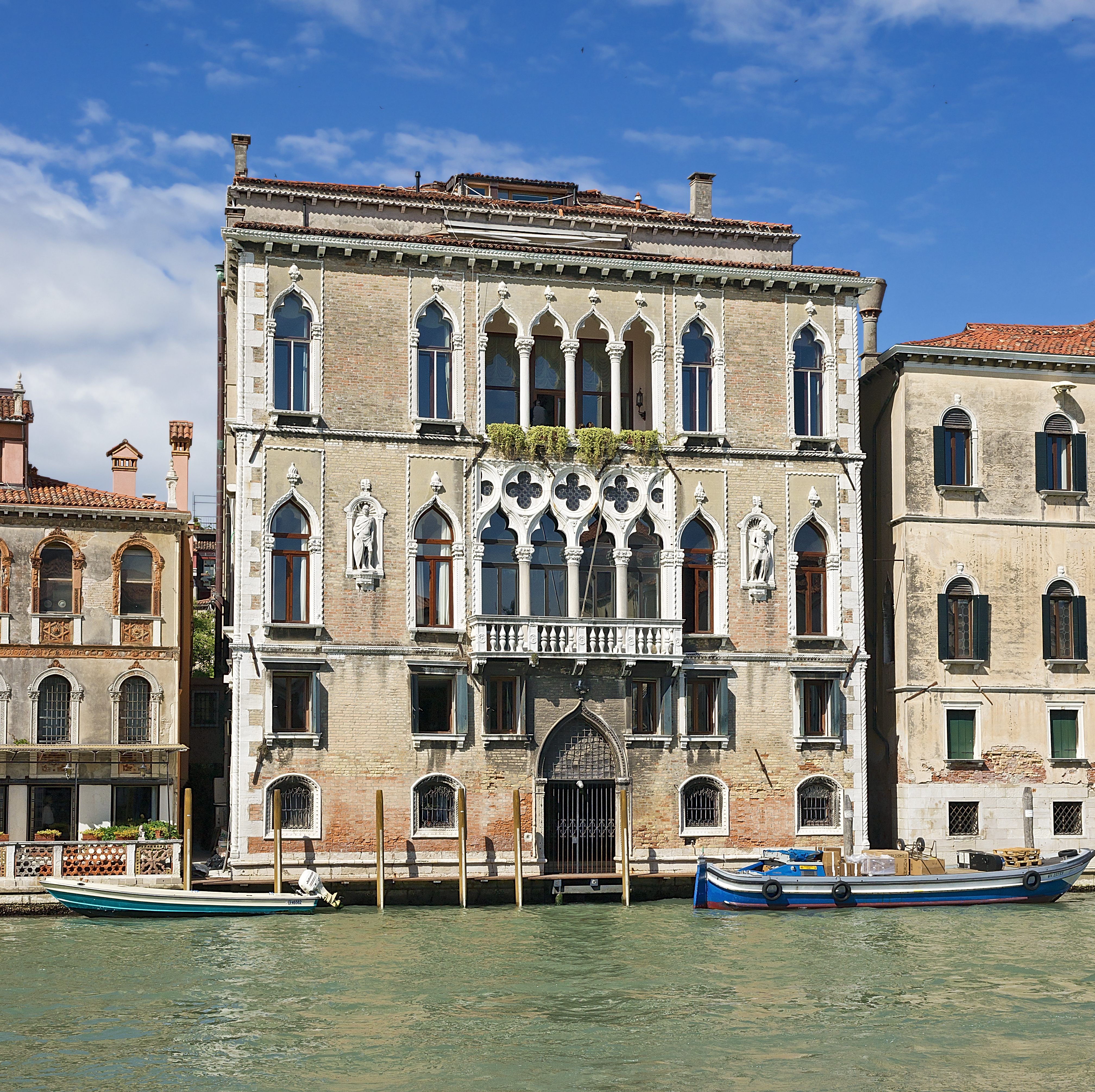
Le palais Loredan dell'Ambasciatore.  Les fenêtres rectangulaires de la mezzanine montrent qu'il s'agit en fait d'un bâtiment de la fin du XVe siècle, qui a conservé un style gothique jusqu'à la Renaissance.
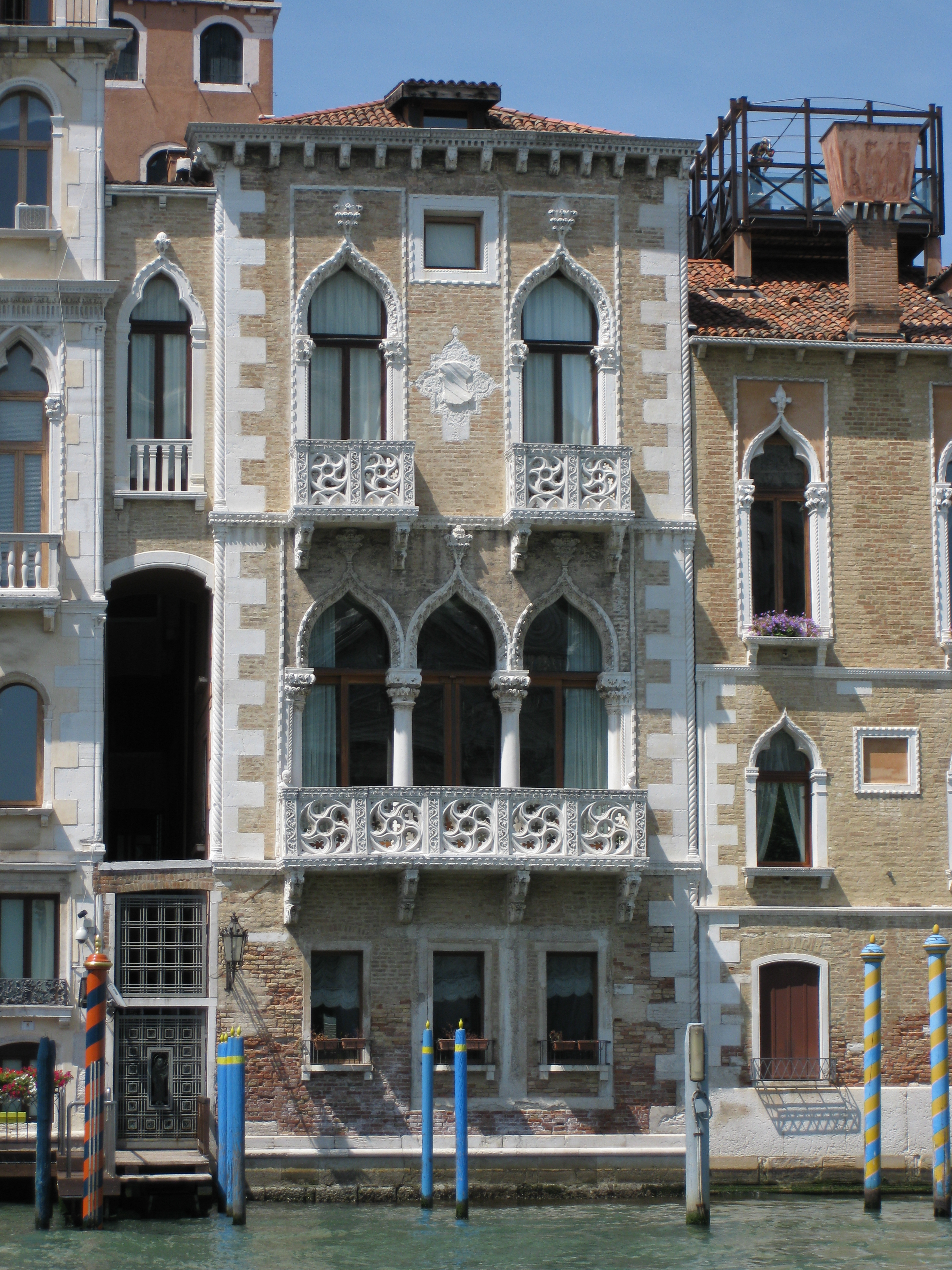
Le palais Contarini Fasan.
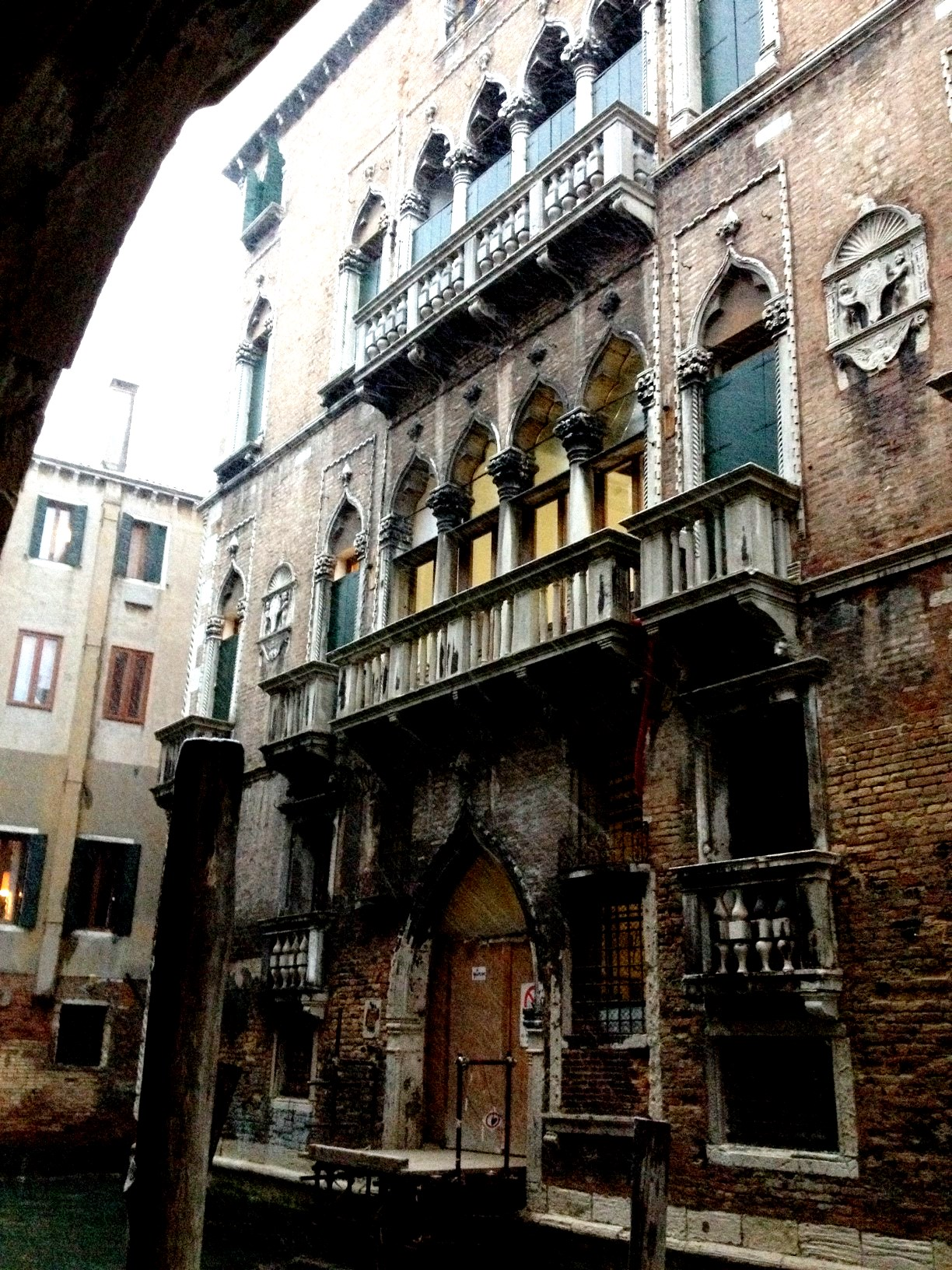
Le palais Molin del Cuoridoro (en).
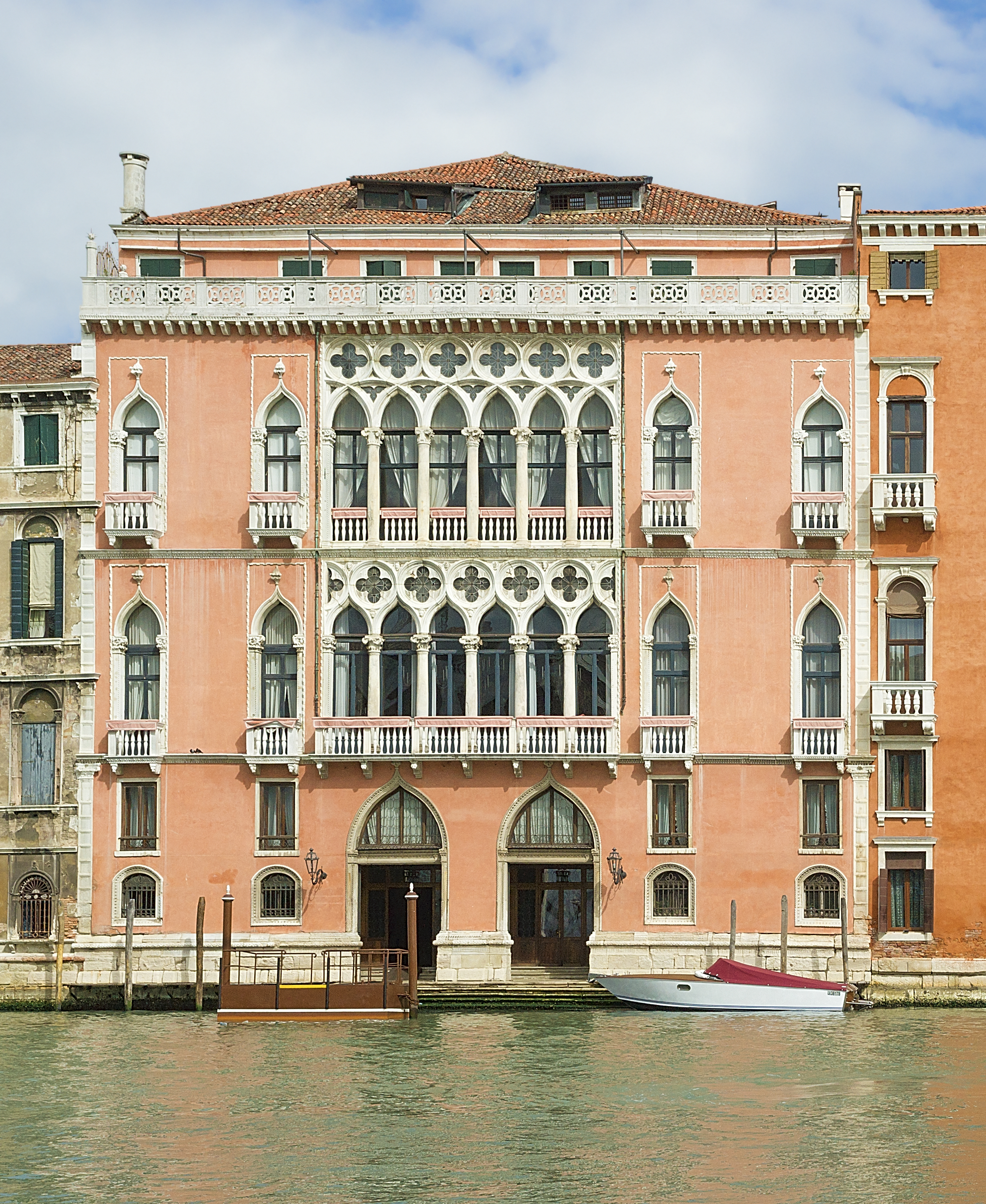
Le palais Pisani Moretta du sestiere de San Polo.

## Réveil néogothique
Le style est relancé, au XIXe siècle, en grande partie grâce à l'influence du critique d'architecture britannique John Ruskin et à son ouvrage Les Pierres de Venise (en). En raison du manque d'espace à Venise, la plupart des palais sont de hautes boîtes rectangulaires, selon les normes médiévales, avec une façade ornée, mais très souvent sobres sur les autres façades extérieures. Ils n'ont pas, non plus, de cours intérieures, ce qui fait perdre de l'espace. La forme de base répond donc très bien aux exigences du XIXe siècle et le caractère vénitien du style se manifeste principalement dans les fenêtres, la corniche et les autres décorations de la façade.
En Amérique du Nord, le style est popularisé par les architectes Charles Amos Cummings (en), Frank Furness, Richard Norman Shaw, William Robert Ware, Willard T. Sears (en) et Frederick William Stevens (en). En Australie, l'architecte William Pitt (en) est un adepte de ce style et Joseph Reed est connu pour ses expériences dans ce domaine. 

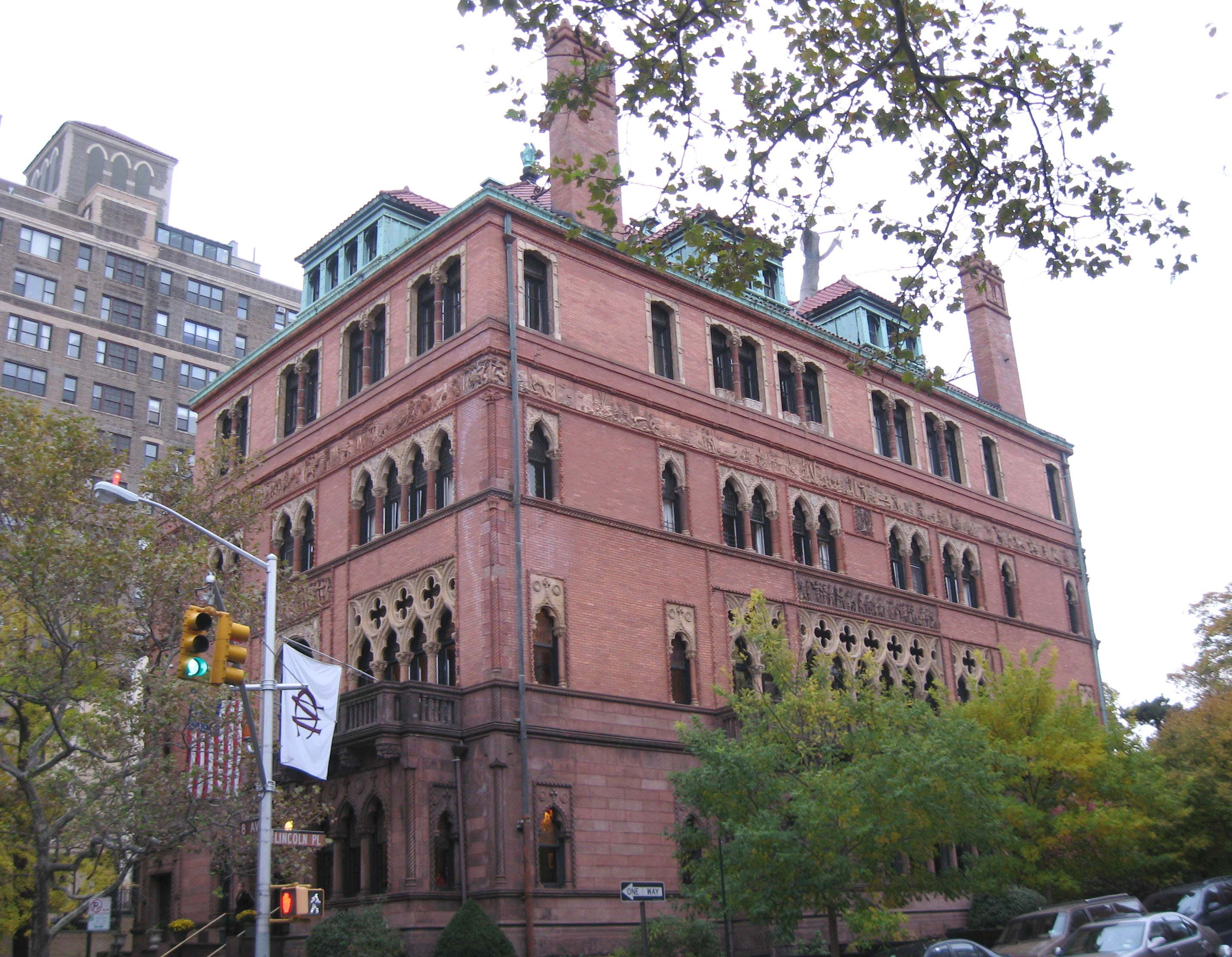
Le Montauk Club (en) est un exemple de ce style situé en dehors de Venise, à Park Slope, New York.
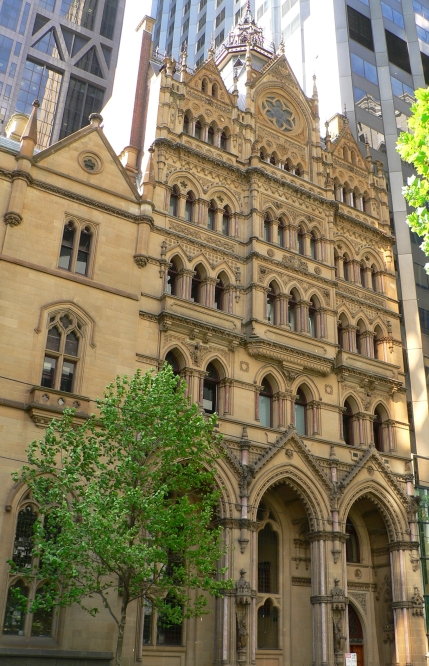
L'ancienne bourse des valeurs de Collins Street, à Melbourne, a été conçue dans le style gothique vénitien par l'architecte William Pitt (en).
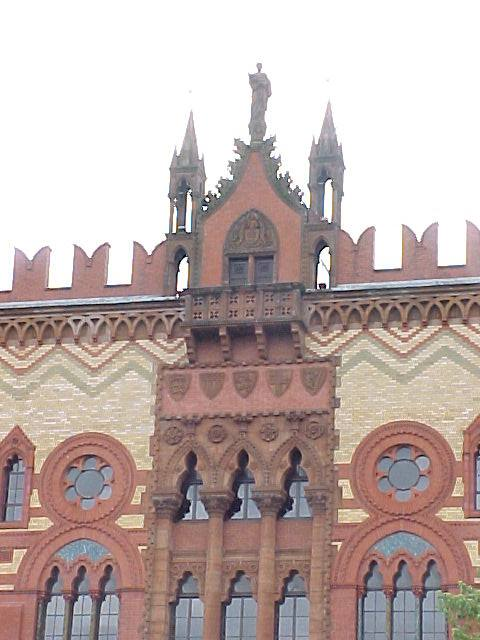
La façade ouest de l'entreprise James Templeton & Co, aujourd'hui bâtiment Templeton On The Green, une ancienne usine de tapis, à Glasgow.
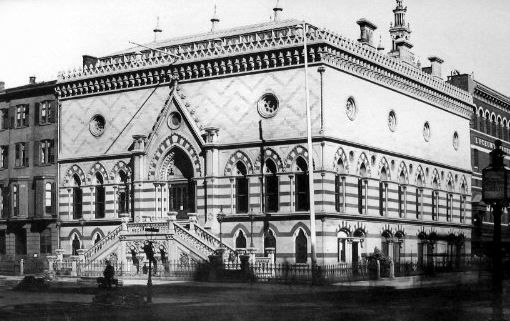
L'Académie américaine des beaux-arts à New York (1863–1865).
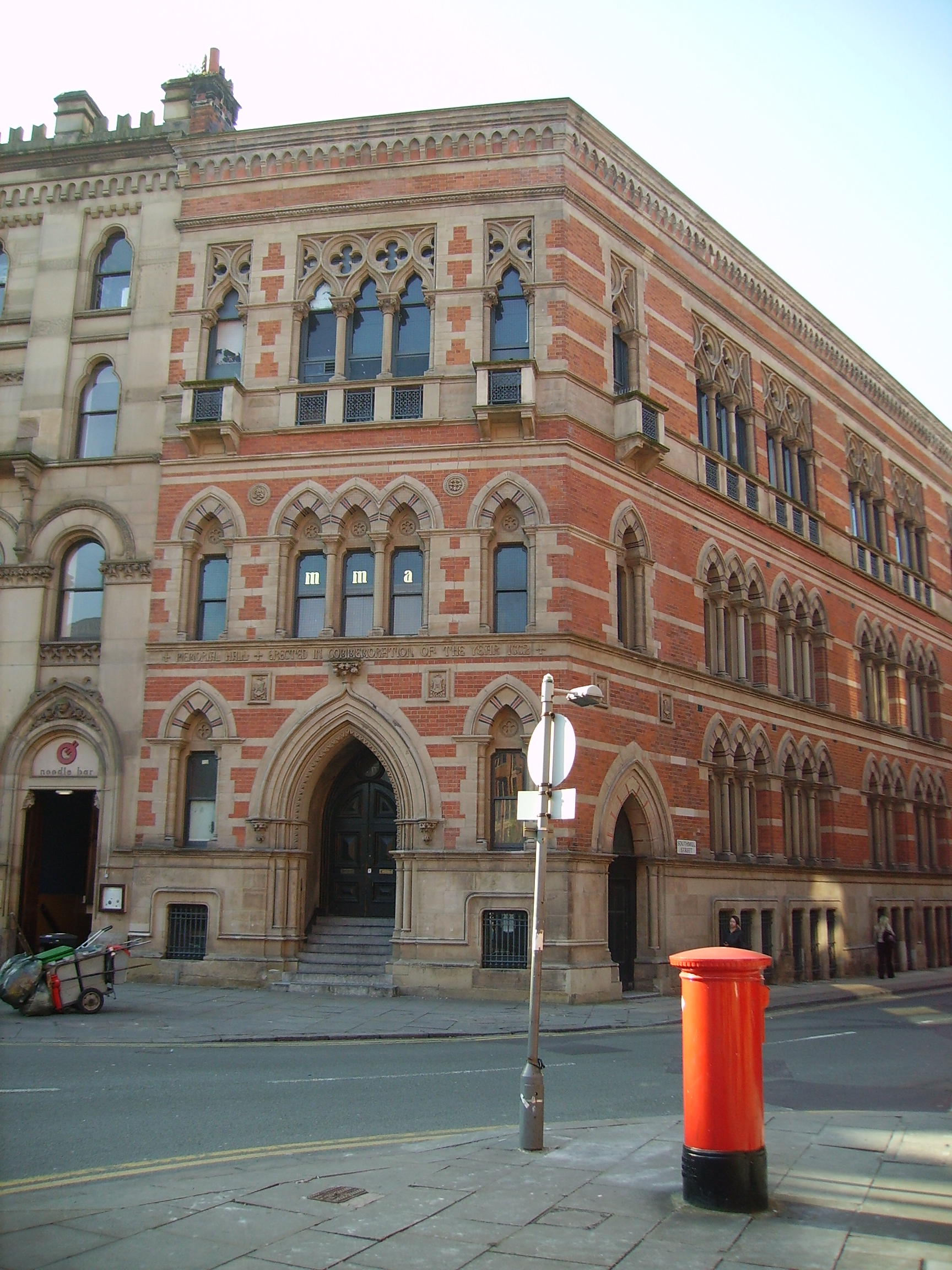
Memorial Hall (en) à Manchester en Angleterre (1866).
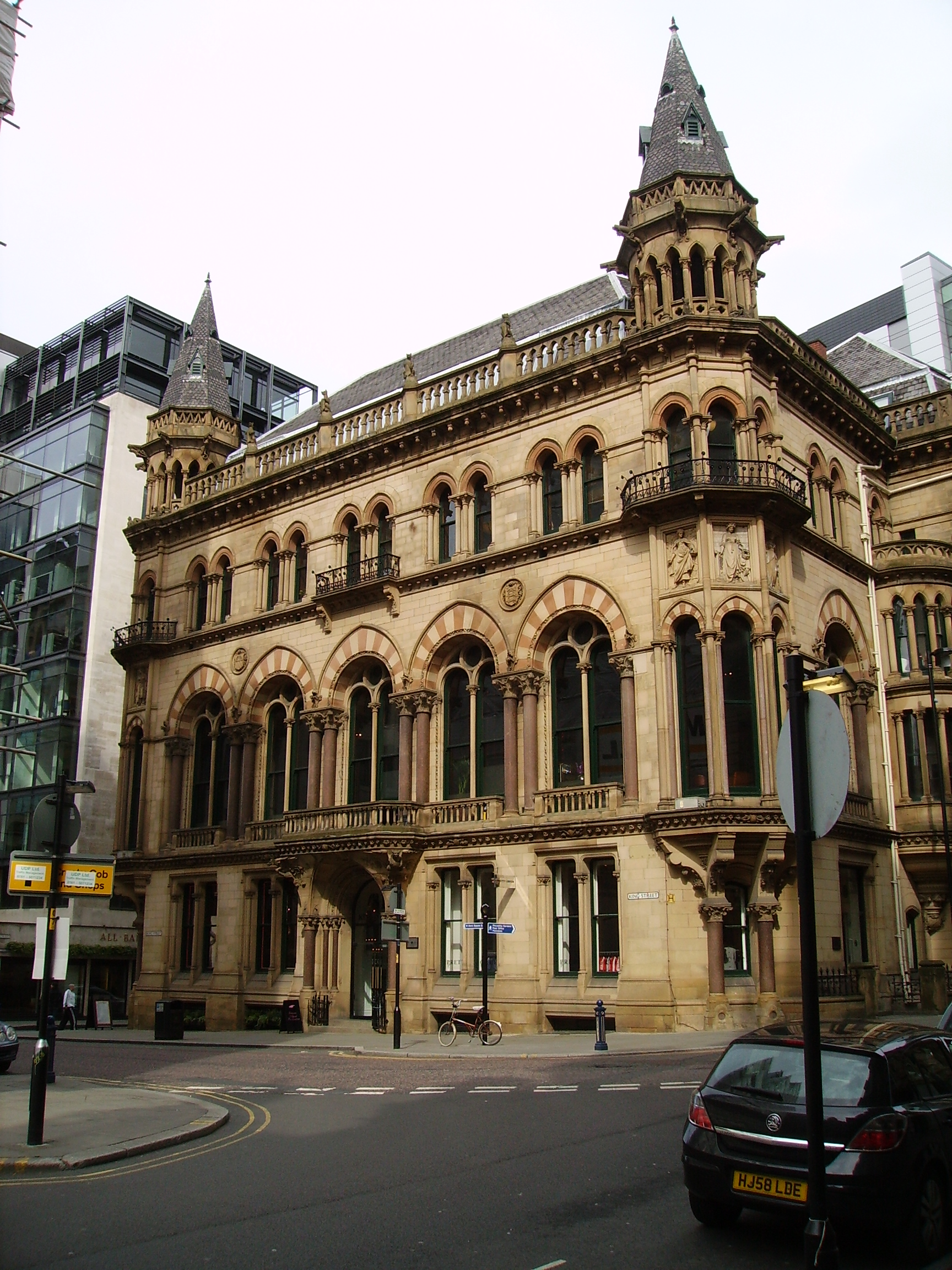
Manchester Reform Club (en) à Manchester (1870).
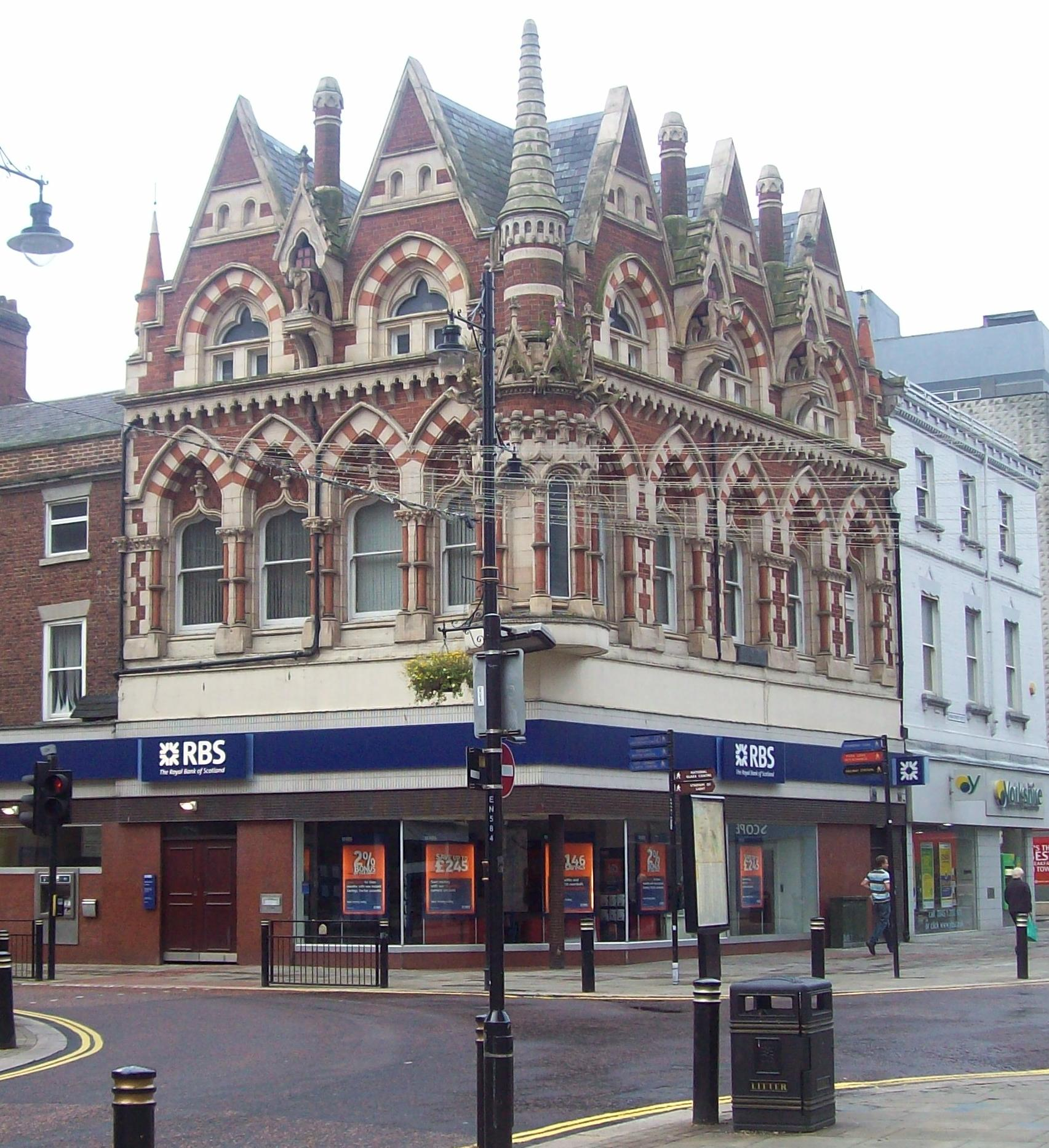
Elephant Tea Rooms (en) à Sunderland, Angleterre.
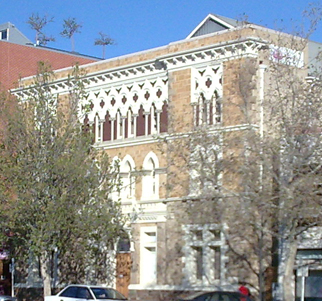
Our Boys Institute (en) à Adelaïde en Australie.
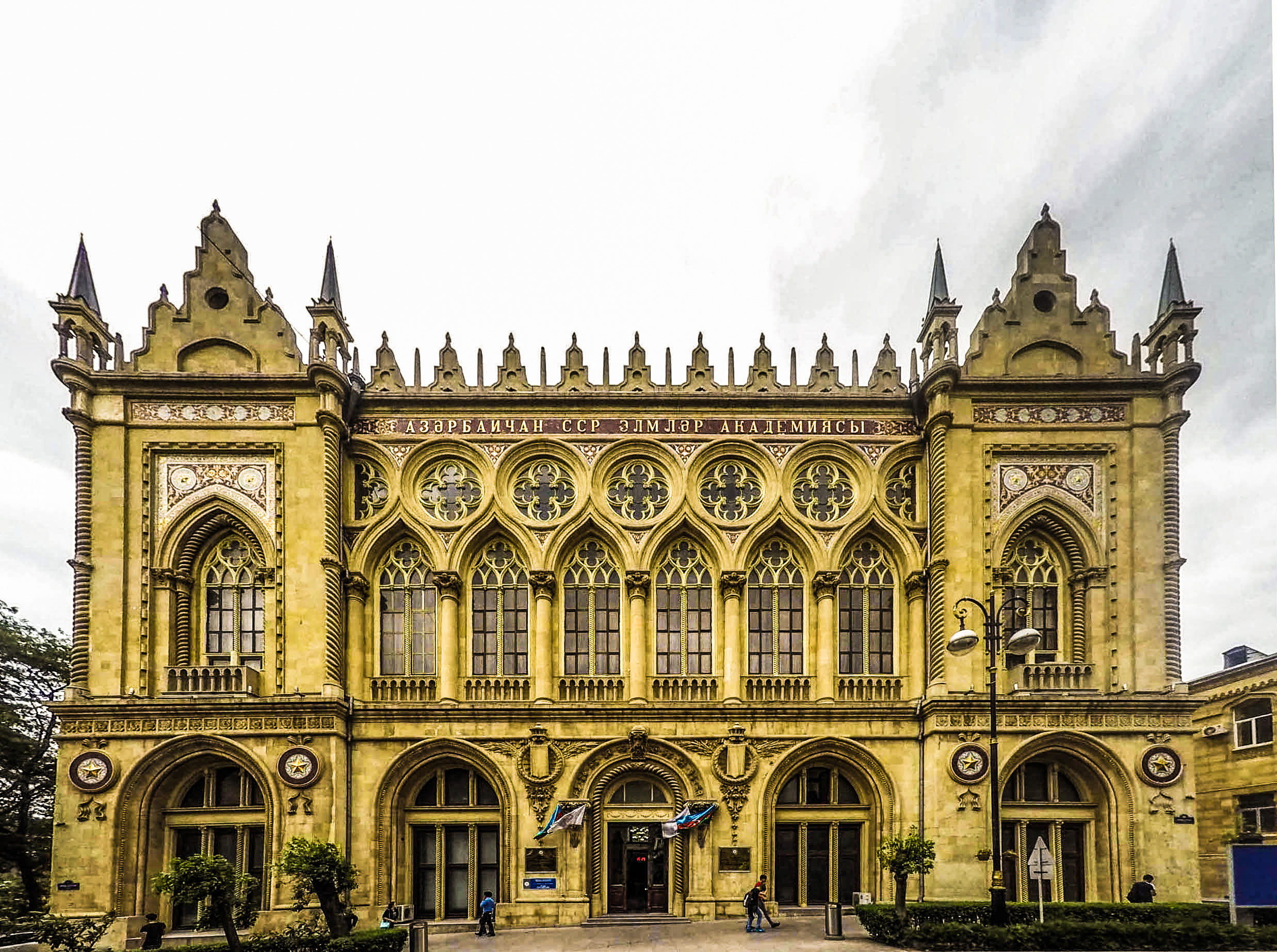
Le palais d’Ismailiyya à Bakou, Azerbaïdjan (1908-1913).
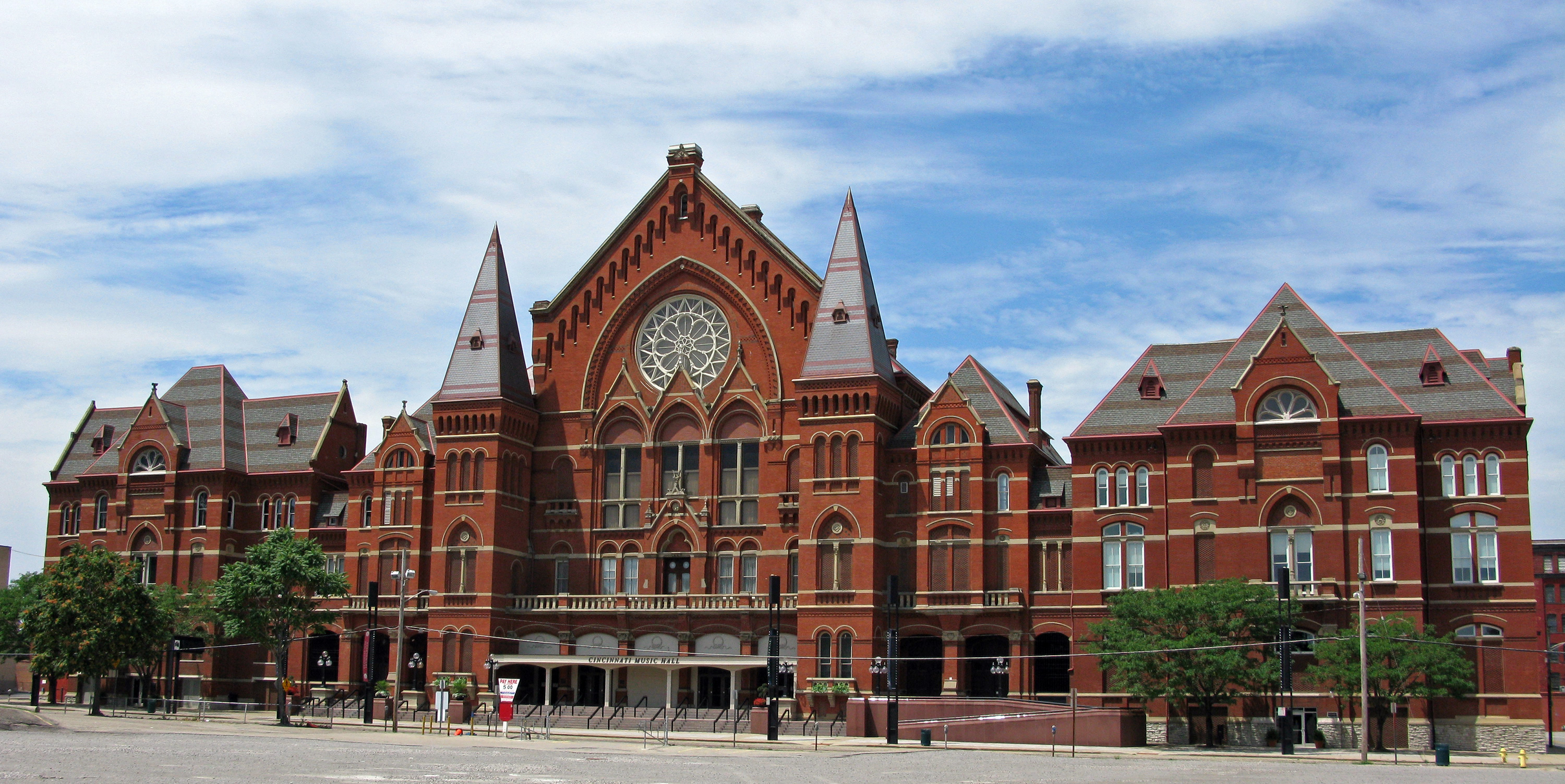
Le Music Hall de Cincinnati dans l'Ohio (1878).
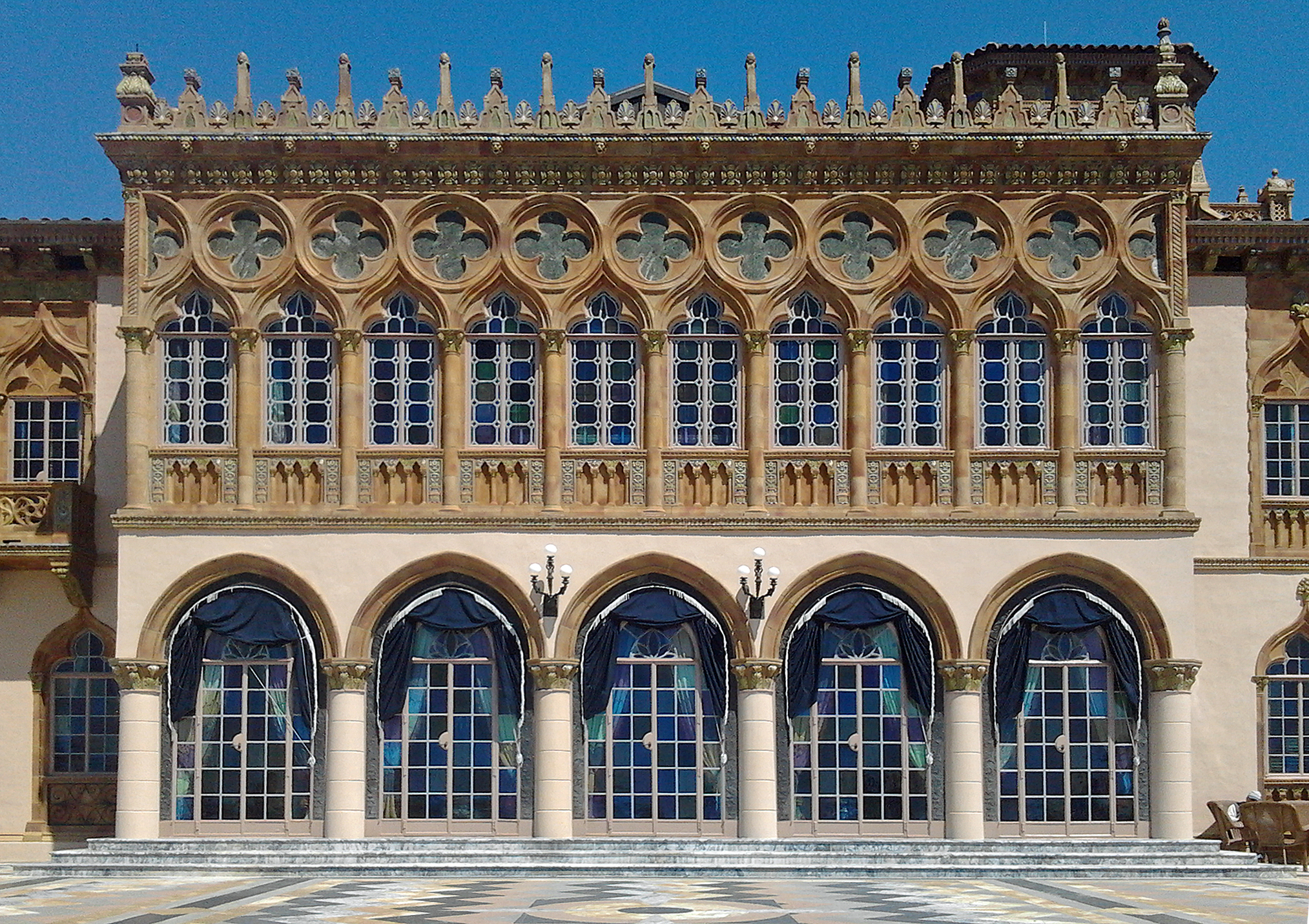
Le Cà d'Zan (en) à Sarasota en Floride (1926).
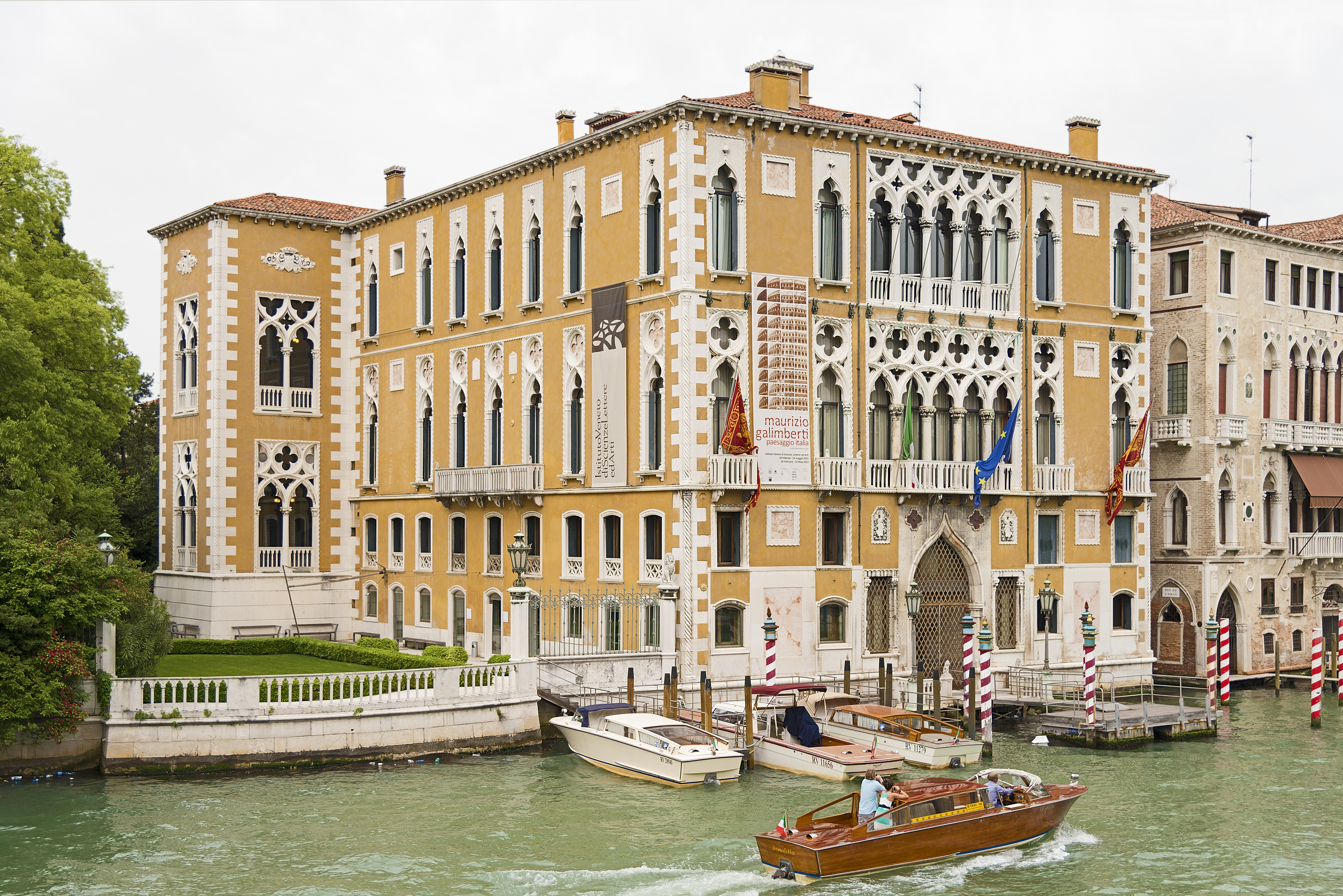
Le palais Cavalli-Franchetti à Venise (1878).
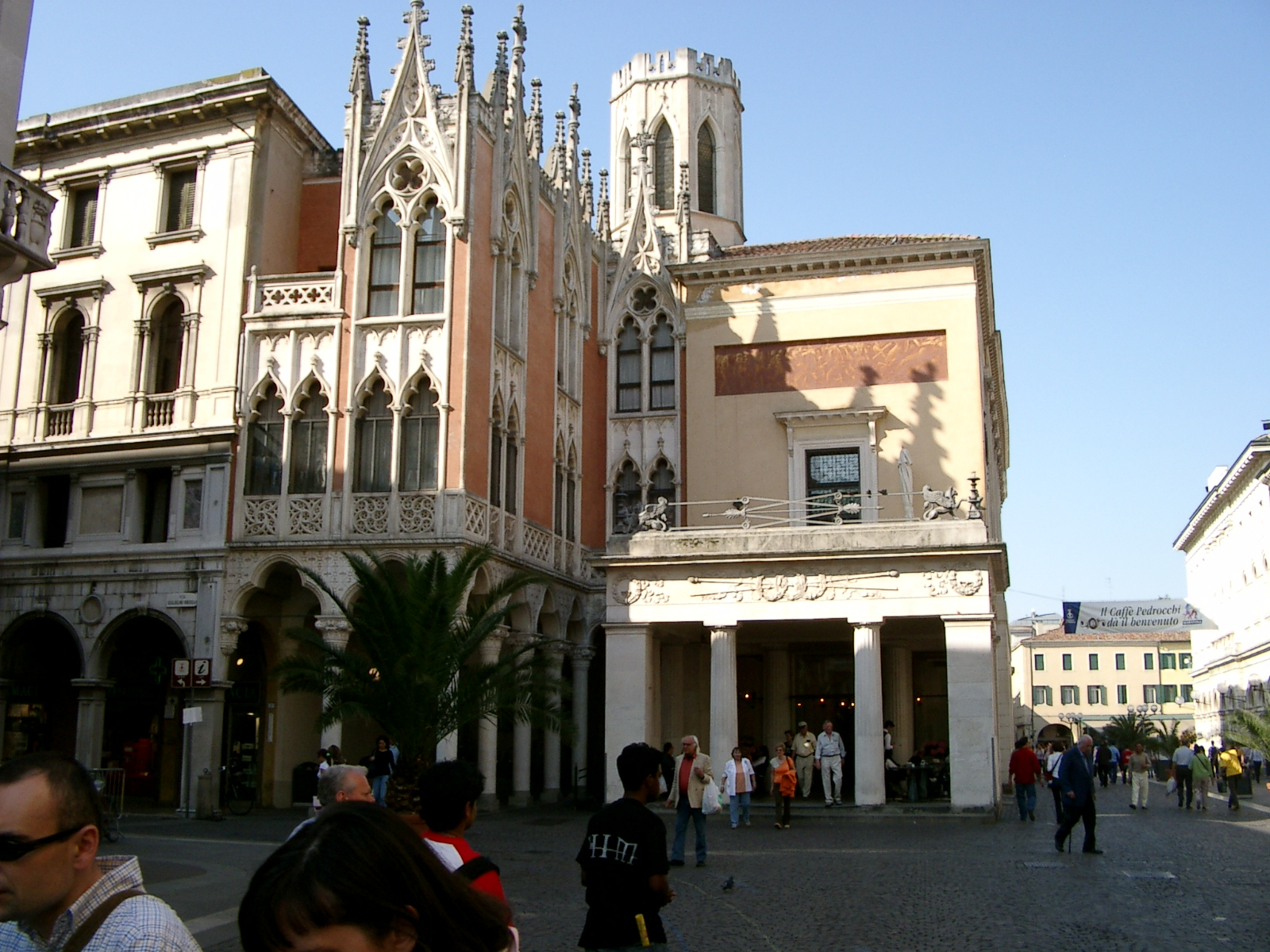
Le Caffè Pedrocchi à Padoue (1839).
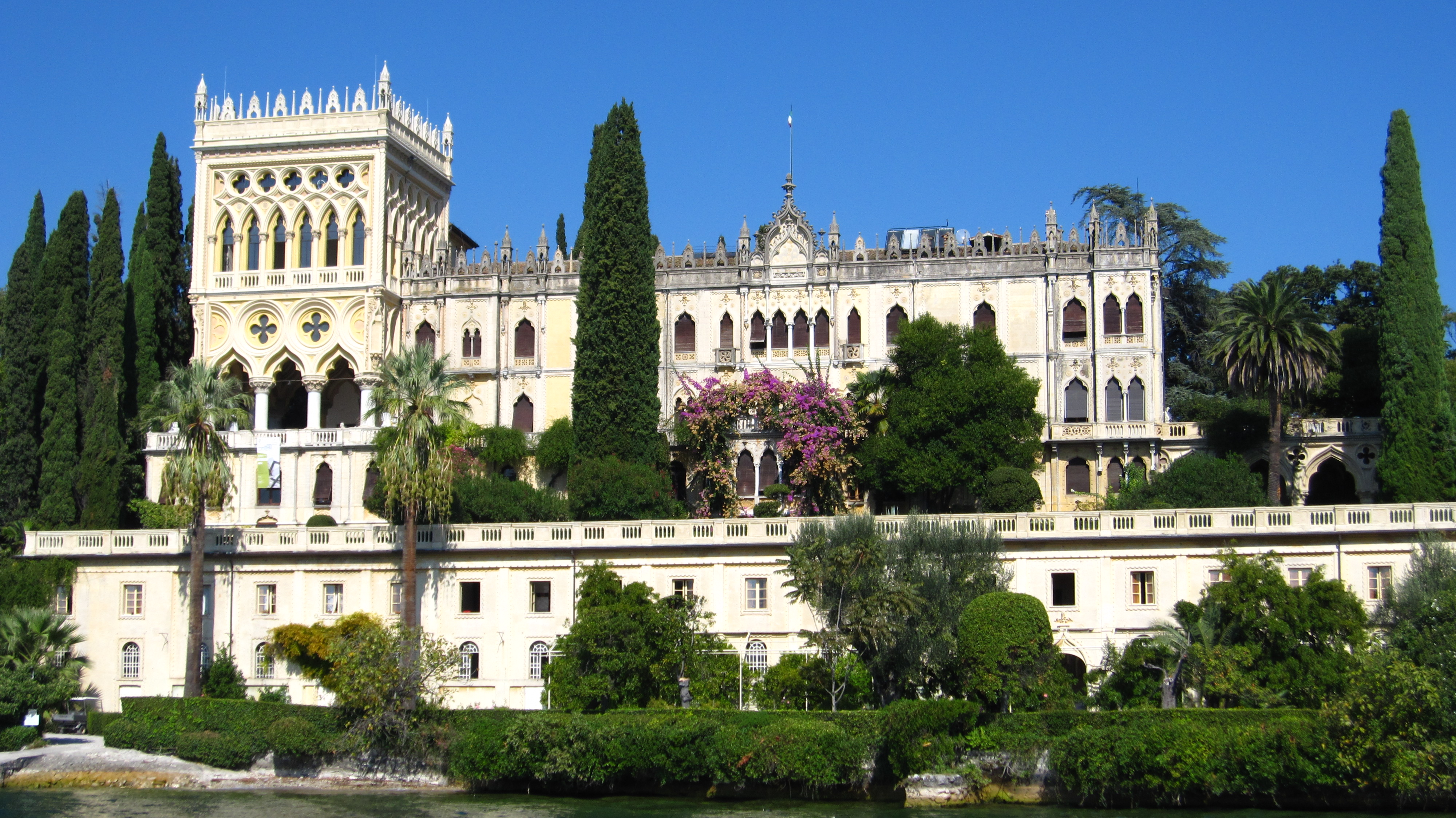
La villa Borghese Cavazza sur l'île de Garde à Brescia (1903).
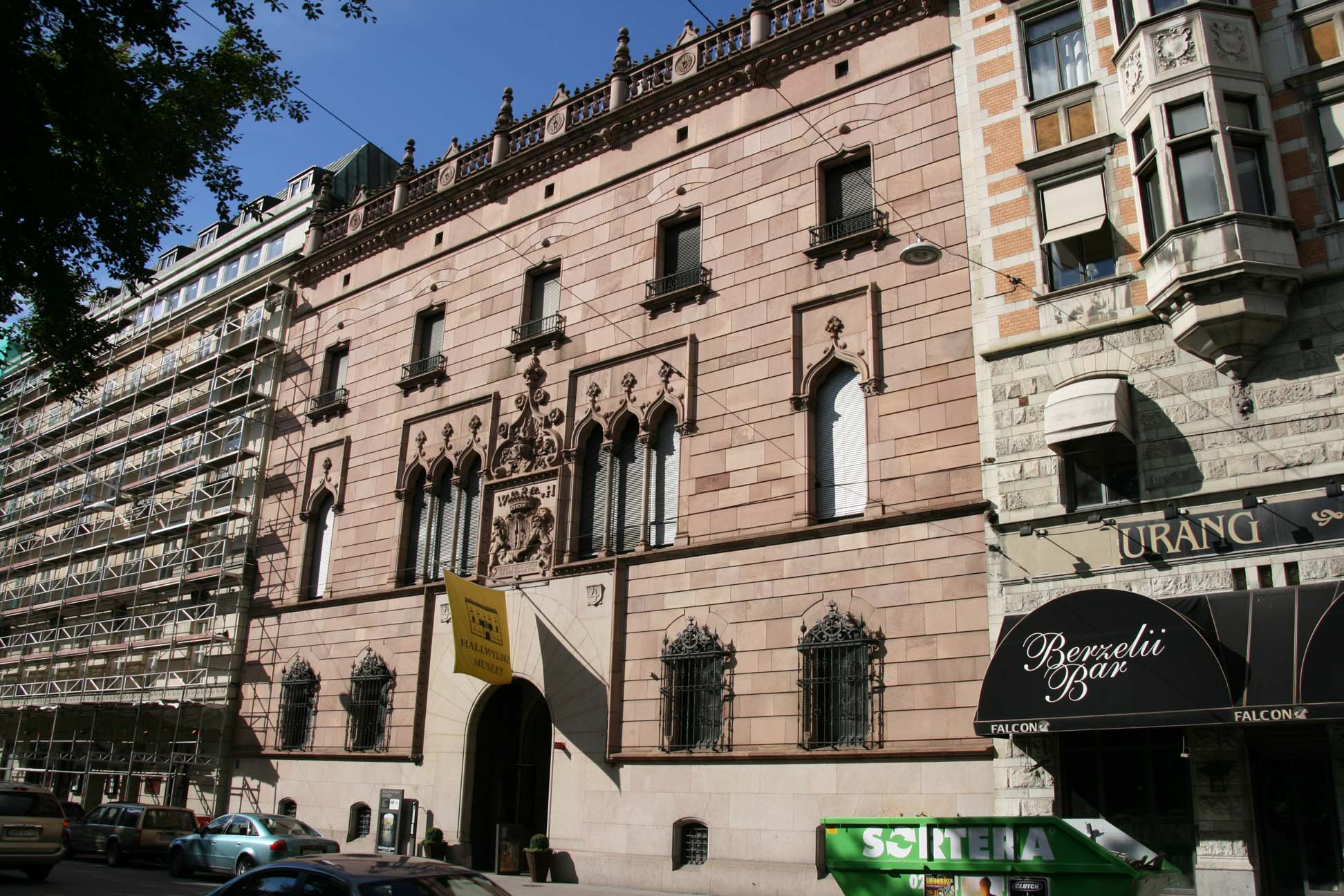
Le musée Hallwyl à Stockholm (1898).